# GroenLinks
GroenLinks is een Nederlandse politieke partij met een groene en progressief-linkse signatuur. GroenLinks is in 1990 opgericht als fusie van vier kleine linkse partijen: de PPR, de PSP, de CPN en de EVP.
De naam Groen Links kwam voor het eerst voor in 1989, als samenwerkingsverband bij de Tweede Kamerverkiezingen. De genoemde partijen werkten al langer samen op lokaal en Europees niveau, en hieven zichzelf uiteindelijk op in 1991. De partij kampte in de eerste jaren met tegenvallende resultaten, maar kwam onder latere partijleiders als Paul Rosenmöller, Femke Halsema en Jesse Klaver in beter vaarwater. De partij heeft anno 2025 politieke vertegenwoordigers in gemeenteraden, gemeentebesturen, Provinciale Staten, Gedeputeerde Staten, Tweede Kamer, Eerste Kamer en Europees Parlement.
Op nationaal niveau en in de Provinciale Staten van Zeeland en van Zuid-Holland zit de partij in een gezamenlijke fractie met de Partij van de Arbeid, onder de naam GroenLinks-PvdA. In een aantal gemeenteraden werkt de partij samen met andere progressieve partijen.
In juni 2025 besloot een ledenraadpleging van deze beide partijen in meerderheid om in 2026 officieel volledig samen te gaan.

## Geschiedenis

### Voorgeschiedenis: 1972 tot augustus 1989

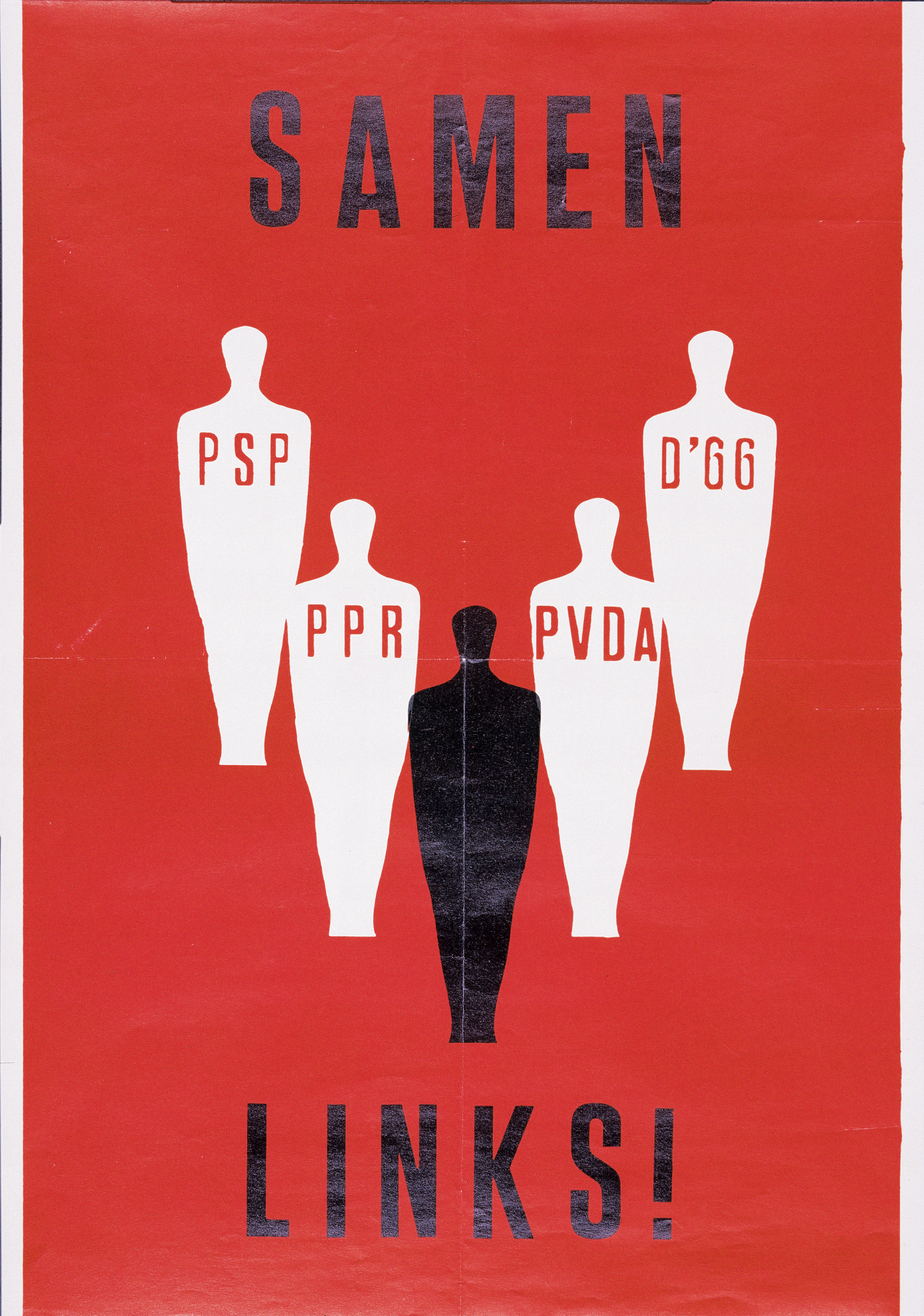
De linkse samenwerking nam in de jaren 70 verschillende vormen aan, getuige deze gezamenlijke poster voor de gemeenteraadsverkiezingen in 1974.

GroenLinks ontstond in 1990 als fusie van vier partijen ter linkerzijde van de Partij van de Arbeid: de Communistische Partij van Nederland (CPN), de Pacifistisch Socialistische Partij (PSP), voortgekomen uit de vredesbeweging, de groene en progressief christelijke Politieke Partij Radikalen (PPR), en de progressief christelijke Evangelische Volkspartij (EVP), die alleen in 1982 een zetel verwierf in de Tweede Kamer. Deze vier partijen werden vaak gegroepeerd als 'klein links'.
In 1972 behaalden de kleine linkse partijen gezamenlijk zestien zetels in de Tweede Kamer. In 1977 verloren deze partijen tien zetels, terwijl de PvdA er tien zetels bij kreeg. Een belangrijk gedeelte van de kiezers die in 1972 op de kleine linkse partijen hadden gestemd, koos in 1977 voor voortzetting van het kabinetsbeleid van Joop den Uyl. Vanaf toen gingen er stemmen op voor onderlinge samenwerking. Voordien hadden de PPR en in mindere mate de PSP samengewerkt met de Partij van de Arbeid (Nederland).
Sinds begin jaren 80 werkten de vier samen bij gemeentelijke en provinciale verkiezingen, waar de kiesdrempel procentueel gezien hoger ligt. Daar konden ook zogeheten programcolleges worden gevormd. In Amsterdam vormden de vier partijen het Links Akkoord; in Nijmegen vormden CPN, PPR en PSP Radikaal Links en in Leiden vormde dit drietal Links Leiden. In 1984 vormden PPR, CPN en PSP het Groen Progressief Akkoord dat met één gemeenschappelijke lijst aan de Europese verkiezingen deelnam. Ook vonden de partijen elkaar in het buitenparlementair protest tegen nucleaire wapens en nucleaire energie.

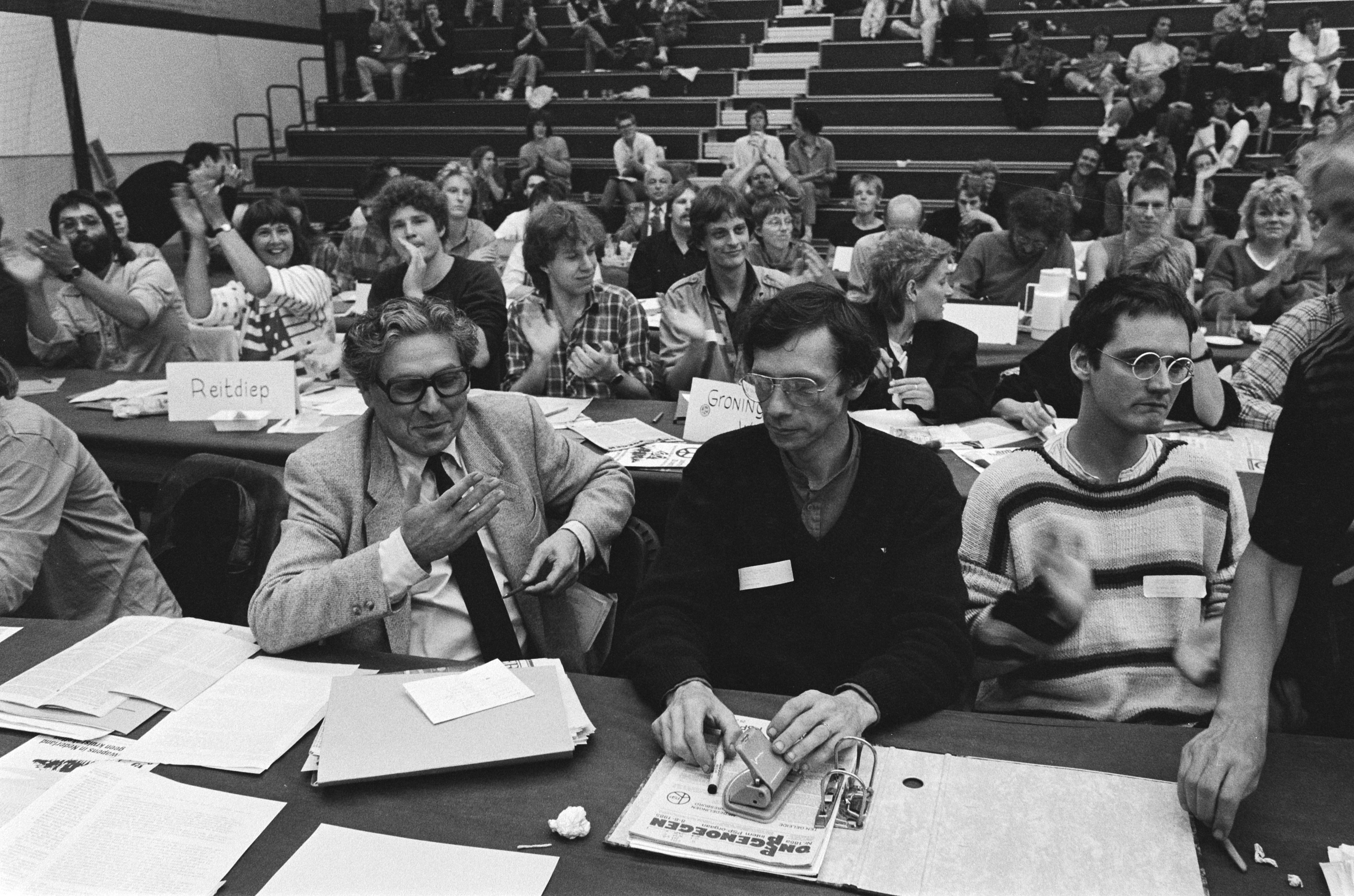
Opluchting bij PSP-prominent Fred van der Spek, nadat het PSP-congres van 1985 vergaande samenwerking heeft weggestemd.

De samenwerking leverde in deze tijd spanningen op. De ideologische ommezwaai die de CPN maakte, van marxisme-leninisme naar reformisme, leidde tot een scheuring waaruit het Verbond van Communisten in Nederland voortkwam en later de Nieuwe Communistische Partij Nederland. Vóór de verkiezingen van 1986 werd door de CPN en de PPR aangestuurd op een alliantie met de PSP. Dit leidde tot interne spanningen binnen de PSP; in 1985 werd fractievoorzitter Fred van der Spek, een tegenstander van samengaan, vervangen als lijsttrekker door Andrée van Es, een voorstander. Ook in de PSP ontstond nu een splitsing: Fred van der Spek stapte uit de PSP-fractie en richtte de Partij voor Socialisme en Ontwapening op. Desondanks wees het PSP-congres in 1986 een voorstel af tot verregaande samenwerking. Al eerder was een groep groenen van de PPR afgescheiden. Die zou via omwegen uiteindelijk De Groenen oprichten. Ook binnen de EVP waren er spanningen tussen degenen die wilden samenwerken met de kleine linkse partijen, waaronder Ubels en Hans Feddema, en degenen die wilden samenwerken met andere progressieve christenen. 
Bij de parlementsverkiezingen van 1986 verloren de vier kleine linkse partijen veel zetels. De CPN en de EVP verdwenen uit de Tweede Kamer en de PPR en de PSP hielden respectievelijk twee en één zetel over. Alle partijen beraadden zich vervolgens op hun eigen koers. De PPR matigde haar programma en ontwikkelde een nieuw imago: 'vrolijk links'. De CPN bereidde op eigen kracht deelname voor aan de parlementsverkiezingen van 1990. Het PSP-congres koos Saar Boerlage tot voorzitter, een verklaard tegenstander van samenwerking. Zij werd tegen de wil van het partijbestuur gekozen op voordracht van de PSP-jongeren en de PSP-vrouwen. Op Europees niveau bleef samenwerking belangrijk. De PPR, de CPN en de PSP namen gezamenlijk deel aan de Europese verkiezingen van 1989 onder de naam Regenboog.

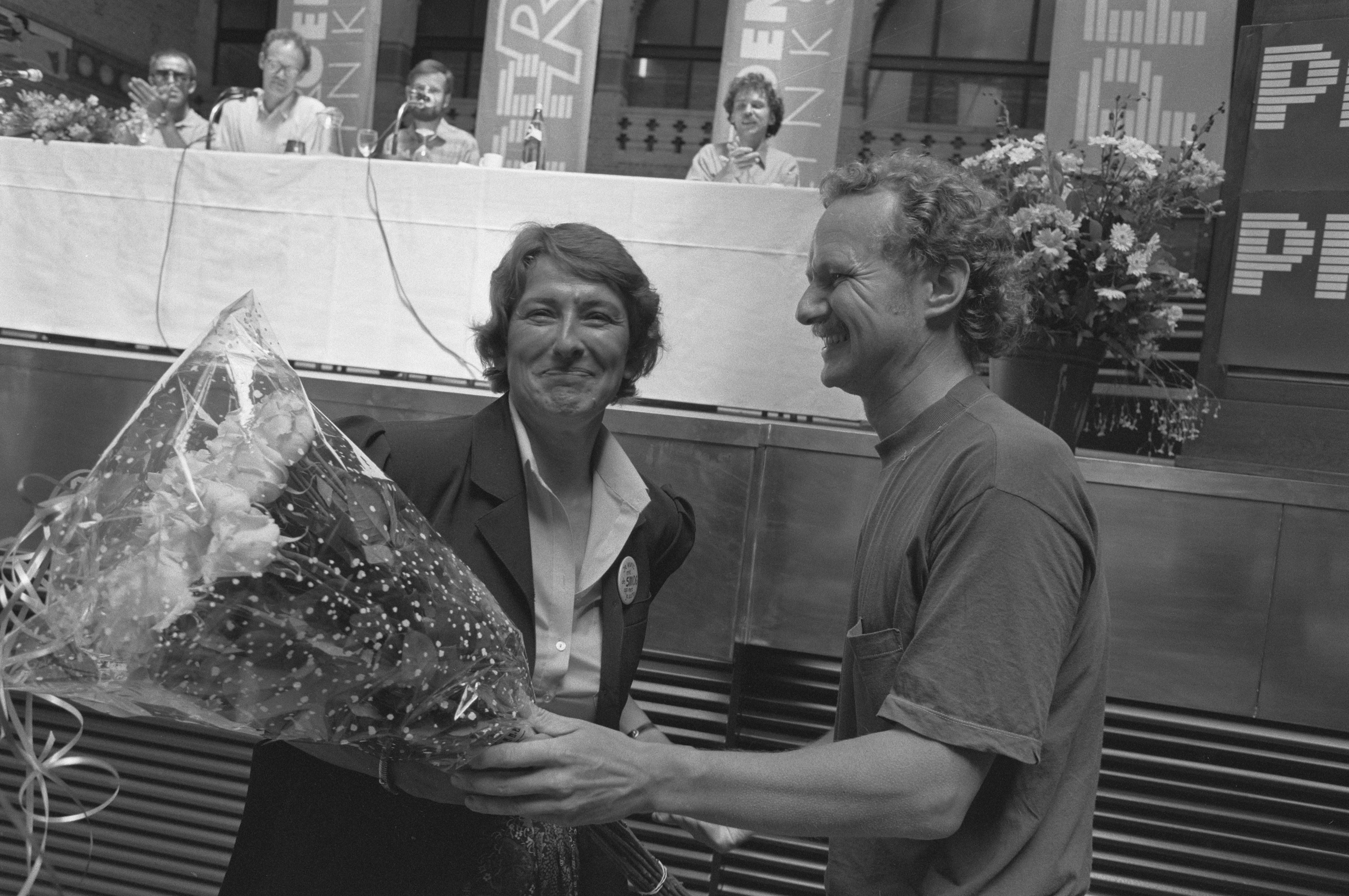
Na de eenwording in de zomer van 1989 werd Ria Beckers de eerste lijsttrekker van de nieuwe partij.

Eind 1988 organiseerde de PSP een intern referendum over samenwerking met andere kleine linkse partijen. Ruim 70% van de stemmers (bij een opkomst van 64%) sprak zich uit voor zulke samenwerking. Na het referendum verscheen een open brief in Bevrijding, het blad van de PSP. De brief was getekend door tweehonderd mensen uit de vakbeweging (waaronder Karin Adelmund, Paul Rosenmöller en Maarten van Poelgeest), de milieubeweging (waaronder Jacqueline Cramer) en de kunsten (waaronder Rudi van Dantzig en Henny Vrienten). Zij pleitten voor de vorming van één gezamenlijke kieslijst van PSP, CPN en PPR bij de parlementsverkiezingen van 1990. Het initiatief voor de brief en het PSP-referendum was genomen door partijbestuursleden Joost Lagendijk en Leo Platvoet. Zij namen deel aan een informeel overleg van prominente PSP-, PPR-, en CPN-leden die voorstander waren van samenwerking. Naast voornoemden namen ook PPR-voorzitter Bram van Ojik en voormalig CPN-fractievoorzitter Ina Brouwer aan dit overleg deel.
In maart 1989 begonnen de onderhandelingen over samenwerking op initiatief van de PSP. De eerste onderhandelingen werden al snel afgebroken; toen in april duidelijk werd dat de CPN haar eigen identiteit wilde behouden, stapte de PPR uit de onderhandelingen. Daarop nam onder leiding van oud-voorzitter Wim de Boer een groep PPR-leden aan het overleg deel, ter vervanging van het PPR-bestuur.
De tweede ronde onderhandelingen kwam onder druk te staan door de val van het Tweede Kabinet Lubbers. Toch had die een positief resultaat; na de toetreding van de EVP kwamen de vier partijen in mei 1989 tot overeenstemming over de volgorde van de kandidaten op de kandidatenlijst en een gezamenlijk programma. In de zomer van 1989 gingen de leden van de vier partijen akkoord.

### September 1989 tot 1993

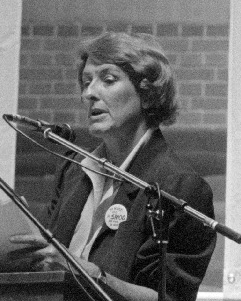
De eerste GroenLinks lijsttrekker Ria Beckers

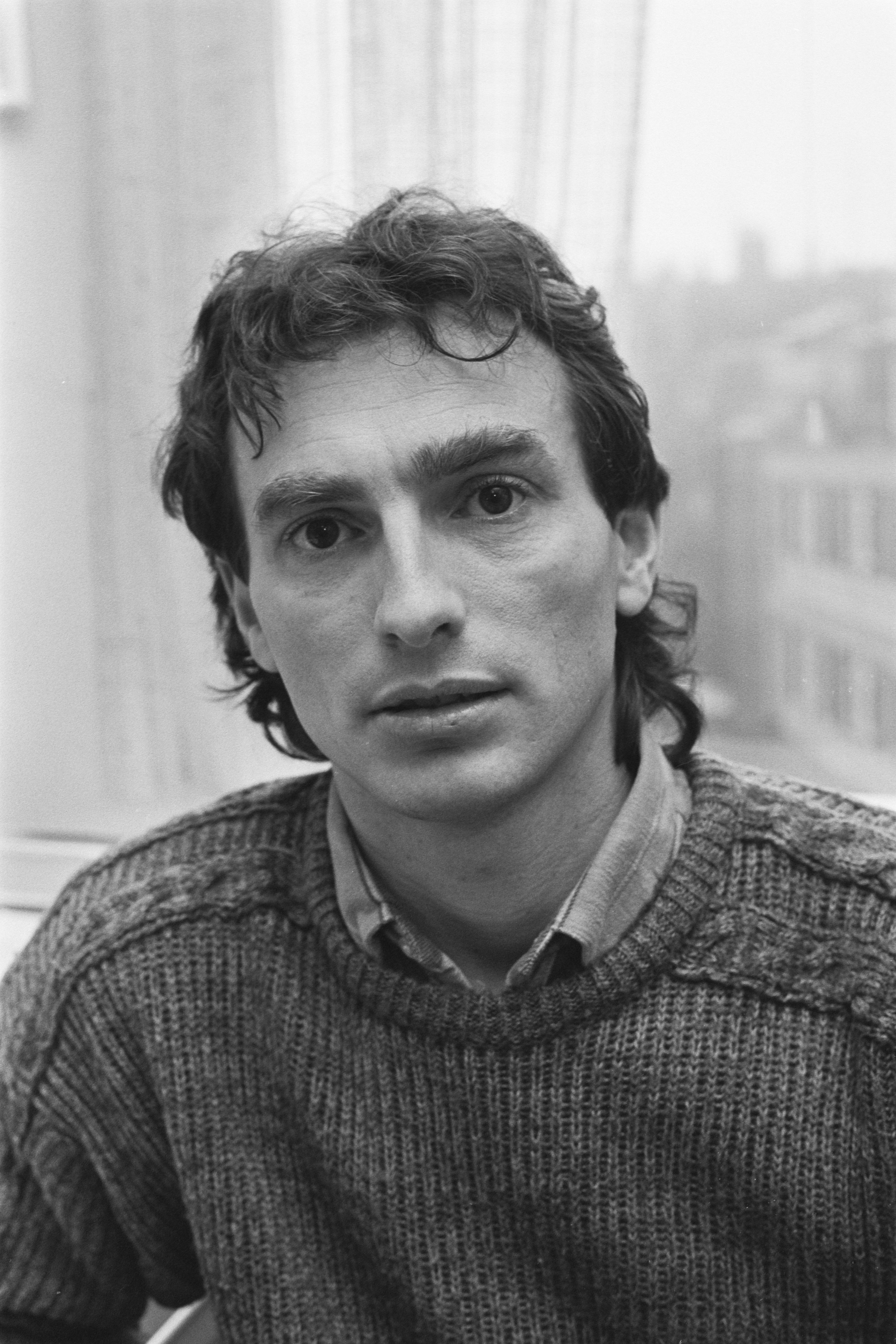
Vakbondsleider Rosenmöller werd het eerste onafhankelijke Kamerlid voor GroenLinks.

Aan de Tweede Kamerverkiezingen van 1989 nam dus één gemeenschappelijke lijst deel. Zij had de naam Groen Links. De plaatsen op de lijst werden verdeeld tussen de PPR, de PSP, de EVP, de CPN en nieuwe gezichten. Hierbij speelden de ledenaantallen een belangrijke rol. De PPR leverde Ria Beckers als lijsttrekker en de plaatsen vijf en zeven, de PSP plaatsen twee en zes, de CPN plaatsen drie en acht en de EVP plaats elf. Als eerste onafhankelijke kandidaat kwam Paul Rosenmöller, vakbondsleider in Rotterdam, op plaats vier. Andere onafhankelijken op de lijst waren choreograaf Rudi van Dantzig, schrijfster Astrid Roemer, milieuactiviste Marijke Vos en studentenactivist Maarten van Poelgeest.
De partij verdubbelde haar zetelaantal in vergelijking met 1986. De verwachtingen lagen echter hoger.
In de periode 1989-1991 kwam het echte fusieproces op gang. Er werd een Vereniging Groen Links opgericht waartoe onafhankelijken konden toetreden die sympathie hadden voor de nieuwe formatie, maar geen banden hadden met een van de vier fusiepartijen. Er werd ook een bestuur ingesteld, met Leo Platvoet als leider. Tevens werd de Groen Linkse Raad opgericht, die het bestuur en de fractie moest controleren en het fusieproces verder moest vormgeven. Alle vijf de groeperingen (CPN, PPR, PSP, EVP en onafhankelijken) hadden hier zitting in naar rato van het aantal leden.
Op 24 november 1990 werd de partij officieel opgericht als Groen Links. Deze naam was een compromis. De PPR wilde het woord 'groen' vermeld zien, de PSP en de CPN het woord 'links'. In 1992 werd de spatie in de naam afgeschaft. De verdeling van kaderleden in de nieuwe partij naar politieke herkomst zag er bij benadering als volgt uit:
| CPN | EVP | PSP | PPR | Nieuwkomers |
| --- | --- | --- | --- | ----------- |
| 23% | 4%  | 30% | 23% | 20%         |

En aanvankelijk weigerden de jongerenorganisaties te fuseren, maar fuseerden uiteindelijk toch in 1990 tot DWARS om het recht op overheidssubsidie te behouden. In 1990 ontstond er oppositie tegen de gematigde, groene koers van Groen Links. Een aantal oud-PSP-leden verenigden zich in het Linkse Forum. Zij zouden in 1992 uittreden, en samen met de al eerder uit de PSP gestapte Van der Spek, de PSP'92 oprichten. In 1991 hieven de vier oprichters (PSP, PPR, CPN en EVP) zichzelf op.
Groen Links had in het begin grote moeite zijn eigen ideologie te formuleren. In 1990 liep het eerste voorstel-beginselprogramma het begin van de toekomst vast op de tegenstelling tussen socialisten en communisten enerzijds en de liberalere ex-PPR-leden anderzijds. De conceptversie werd na kritiek van de Groen Linkse Raad niet op het congres ingediend. Het tweede voorstel-beginselprogramma Uitgangspunten van GroenLinkse Politiek, werd na een lang debat en vele amendementen in 1991 aangenomen. De sociaal-economische uitgangspunten van de partij werden verder verkend in de publicatie Tijd voor Zelfstandigheid.
Alhoewel de partij over het onderwerp verdeeld was, was de Groen Links-fractie in 1991 de enige fractie in het parlement die zich tegen de Golfoorlog keerde. Een debat binnen de partij over de rol van militair ingrijpen, leidde tot een genuanceerd standpunt: GroenLinks steunde voortaan peace-keeping en peace-enforcing missies onder mandaat van de Verenigde Naties en pleitte voor een beroepsleger om deze uit te voeren.
In 1990 kondigde Europarlementariër Verbeek aan dat hij, anders dan eerder toegezegd, niet na 2,5 jaar zou vertrekken om plaats te maken voor John Hontelez (PSP). In plaats daarvan ging hij door als onafhankelijke. Hij zou tot 1994 blijven zitten en lijsttrekker worden voor De Groenen bij de Europese verkiezingen van dat jaar.
In 1992 verliet partijleider Ria Beckers de Tweede Kamer, omdat zij meer tijd aan haar privéleven wilde besteden. Peter Lankhorst volgde haar op als tijdelijk fractievoorzitter; hij zou niet deelnemen aan de interne lijsttrekkersverkiezing.

### 1994-2001
Voor de verkiezingen van 1994 organiseerde GroenLinks een lijsttrekkersreferendum. Hieraan namen twee duo's en vijf enkelvoudige kandidaten deel. Ina Brouwer (ex-CPN) vormde een duo met Mohamed Rabbae (onafhankelijke) en Paul Rosenmöller (onafhankelijke) vormde een duo met Leoni Sipkes (ex-PSP). Onder de onafhankelijke kandidaten waren Wim de Boer (ex-PPR), Herman Meijer (ex-CPN) en Ineke van Gent (ex-PSP). De duo's waren samengesteld om de gezinnen van de kandidaten te ontzien bij het vele werk dat op hen als lijsttrekker zou afkomen. Brouwer, Rosenmöller en Sipkes waren al Kamerlid voor GroenLinks, Rabbae was een relatief onbekende binnen GroenLinks en was voorzitter van het Nederlands Centrum voor Buitenlanders. In de eerste ronde eindigden de twee duo's bovenaan, maar geen van beide had een absolute meerderheid. In de tweede ronde wonnen Brouwer en Rabbae met 51%. Brouwer werd op de eerste plaats van de lijst gezet, gevolgd door Rabbae. Daarna kwam het tweede duo, Rosenmöller en Sipkes. Oud-partijvoorzitter Marijke Vos kwam op plaats vijf. Bij de verkiezingen verloor GroenLinks één zetel en ging van zes naar vijf.

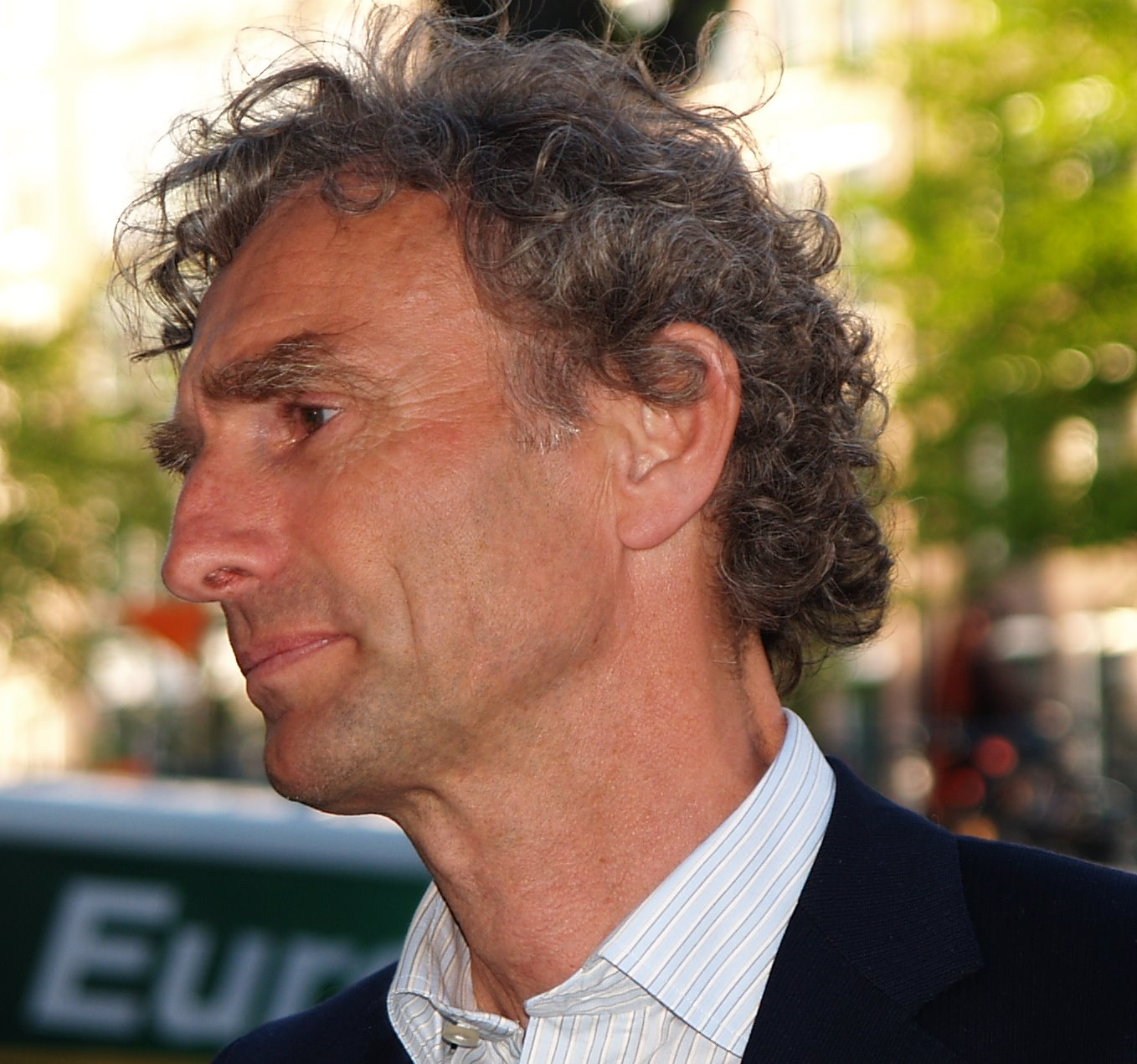
Paul Rosenmöller

Na de verkiezingen trad Brouwer terug en werd Paul Rosenmöller fractievoorzitter. De charismatische Rosenmöller werd de onofficiële leider van de oppositie tegen het kabinet-Kok, omdat het CDA moeilijk aan zijn nieuwe positie als oppositiepartij kon wennen. Onder Rosenmöllers leiding werd een nieuwe strategie geformuleerd: GroenLinks moest alternatieven bieden, in plaats van alleen maar oppositie voeren.
Bij de parlementsverkiezingen van 1998 steeg GroenLinks naar elf zetels. Met name het charismatische optreden van Rosenmöller en de 'kwaliteitsoppositie' speelden een rol. GroenLinks won vooral zetels van de PvdA en D66. Op de lijst stonden vele nieuwe gezichten, waaronder Femke Halsema, Kees Vendrik en Ineke van Gent. Halsema had in 1997 de PvdA verlaten voor GroenLinks. Binnen de partij werd openlijk gespeculeerd over regeringsdeelname na de verkiezingen van 2002.
In 1999 raakte de partij verdeeld over de NAVO-interventie in Kosovo. De Tweede Kamerfractie steunde het ingrijpen, maar de Eerste Kamerfractie verzette zich. Voormalige PSP-leden binnen de Tweede Kamerfractie spraken openlijk hun twijfel over de koers uit. Er werd een compromis gevonden: GroenLinks zou zich verzetten als de bombardementen zich zouden uitbreiden naar niet-militaire doelen. Enkele prominente partijleden onder wie Marcus Bakker, Joop Vogt en Marko Mazeland verlieten de partij vanwege deze kwestie.
In 2001 raakte Kamerlid Tara Singh Varma in opspraak: zij had gelogen over haar ziekte en deed toezeggingen aan ontwikkelingsorganisaties die zij niet waarmaakte. Varma trok zich terug uit de fractie, maar bleef volhouden dat zij lichamelijk ziek was en aan alle toezeggingen zou hebben voldaan. Rosenmöller erkende zich "belazerd" te voelen en zei dat hij dacht dat Varma aan een geestelijke aandoening leed.
In hetzelfde jaar steunde de fractie de inval in Afghanistan, na de terroristische aanslagen op 11 september 2001. Dit leidde tot grote onrust binnen de pacifistische vleugel van de partij. Voormalige PSP-leden binnen de Tweede Kamerfractie spraken openlijk hun twijfel over de koers uit. Onder druk van de interne oppositie, onder leiding van de jongerenorganisatie DWARS, veranderde de fractie van positie: de luchtaanvallen moesten opgeschort worden.
Een aantal leden van De Groenen, onder wie Roel van Duijn, trad toe tot GroenLinks, echter zonder hun lidmaatschap van De Groenen op te zeggen.

### 2002-2005

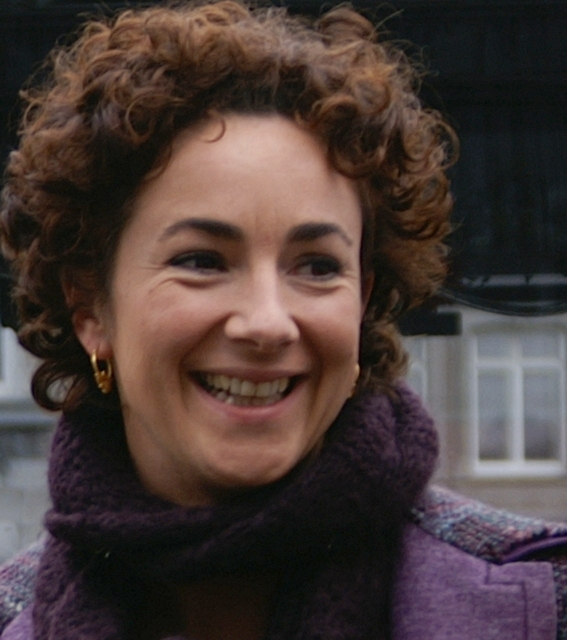
Femke Halsema

De verkiezingen van 2002 werden gekenmerkt door een veranderd politiek klimaat. Pim Fortuyn voerde sterk oppositie tegen het vreemdelingenbeleid van het tweede paarse kabinet. Fortuyn werd enkele dagen voor de verkiezingen vermoord. Vlak voor de verkiezingen stierf ook Ab Harrewijn, Kamerlid en opnieuw kandidaat. Er werden serieuze bedreigingen geuit aan het adres van Rosenmöller en zijn gezin. GroenLinks verloor één zetel. Vóór de verkiezingen van 2003 verliet Rosenmöller vrij plotseling de Tweede Kamer wegens de bedreigingen aan het adres van zijn vrouw en kinderen. Hij werd als partijleider en fractievoorzitter opgevolgd door Femke Halsema. Zij moest in korte tijd aan haar naamsbekendheid werken en gezag winnen in lijsttrekkersdebatten. Campagneleider Tom van der Lee muntte voor haar de slogan "Knokken voor wat kwetsbaar is". Bij de verkiezingen van 2003 verloor GroenLinks twee zetels.
GroenLinks keerde zich in 2003 tegen de Irakoorlog, een van de eerste interventies waarbij GroenLinks een eensgezinde koers voer. GroenLinks nam deel aan een grote demonstratie op de Dam in Amsterdam door het congres te verplaatsen.
Marijke Vos verving Halsema eind 2003 tijdelijk als fractievoorzitter toen die laatste met zwangerschapsverlof was.
Bij het Europese Verkiezingscongres van 2004 stelde de kandidatencommissie delegatievoorzitter Joost Lagendijk voor als lijsttrekker. Hierop diende een aantal leden, met als woordvoerder Eerste Kamerlid Leo Platvoet de motie 'Wij willen Kiezen' in, waarin geëist werd dat er meer keuzemogelijkheden kwamen. Daarop werd Kathalijne Buitenweg in de gelegenheid gesteld zich te kandideren. Zij won nipt van Lagendijk. Dit kwam als een grote verrassing voor alle betrokkenen, ook voor Buitenweg, die geen acceptatiespeech had voorbereid en die van Lagendijk uitsprak.
Na haar zwangerschapsverlof begon Halsema een discussie over de principes van linkse politiek. Zij pleitte voor een nadruk op individuele vrijheid, tolerantie, zelfontplooiing en vrouwenemancipatie. Zij noemde haar partij "de laatste links-liberale partij van Nederland". Dit leidde tot veel media-aandacht en speculatie over een koerswijziging. In 2005 publiceerde het wetenschappelijk bureau van de partij het boek Vrijheid als Ideaal, geredigeerd door de directeur van het Wetenschappelijk Bureau, Bart Snels. Hierin verkenden prominente opiniemakers het nieuwe ideologische speelveld en de positie van 'links' daarin.
In november 2005 vroeg het partijbestuur Eerste Kamerlid Sam Pormes af te treden vanwege voortdurende geruchten over zijn betrokkenheid bij guerrillatraining in Jemen in de jaren zeventig en de treinkaping bij De Punt in 1977 door Molukse jongeren. Ook zou hij fraude hebben gepleegd. Sam Pormes weigerde en werd daarom op non-actief gesteld door het partijbestuur. Hij vocht dit aan. De partijraad stelde hem in maart 2006 in het gelijk en partijvoorzitter Herman Meijer trad daarom af. De partijraad benoemde Henk Nijhof in mei 2006 tot zijn opvolger. Pormes trad in november 2006 toch af, zoals hij met de Eerste Kamerfractie overeen was gekomen. Hij werd opgevolgd door Goos Minderman.
In november 2005 brachten Halsema en Ineke van Gent het manifest Vrijheid Eerlijk Delen uit. Hierin deden ze achttien voorstellen voor sociaal-economische politiek, die zij als vrijzinnig zagen. Een deel was uitermate controversieel binnen en buiten GroenLinks, met name het pleidooi om het ontslagrecht te versoepelen. Halsema en Van Gent verbonden het aan een plicht van de overheid om binnen een jaar iemand aan een baan te helpen en meenden dat het zou leiden tot minder werkloosheid, omdat bedrijven sneller personeel zouden willen aannemen als ze dat gemakkelijker zouden kunnen ontslaan. Binnen de partij was er veel kritiek. De vakbondsvleugel van de partij noemde de voorstellen "niet goed onderbouwd" en "ongenuanceerd". Later noemde de groep Kritisch GroenLinks de voorstellen als een van de redenen om zich zorgen te maken over de koers van GroenLinks. Buiten de partij was met name het FNV uitermate kritisch, niet alleen vanwege de versoepeling van het ontslagrecht, maar ook vanwege de toon die tegen de vakbond werd aangeslagen. Aan de rechterflank van het politieke spectrum waren veel positievere geluiden te horen, met name waar het ging om het ontslagrecht. Halsema kreeg vanwege Vrijheid Eerlijk Delen de 'Liberaal van het Jaar'-prijs van de JOVD. Het VNO-NCW noemde de voorstellen "een trendbreuk" en zag in GroenLinks een gesprekspartner.

### 2006-2009
Tijdens het ledencongres op 11 februari 2006 kreeg het partijbestuur de opdracht een partijbrede discussie over de ideologische uitgangspunten van de partij te organiseren.

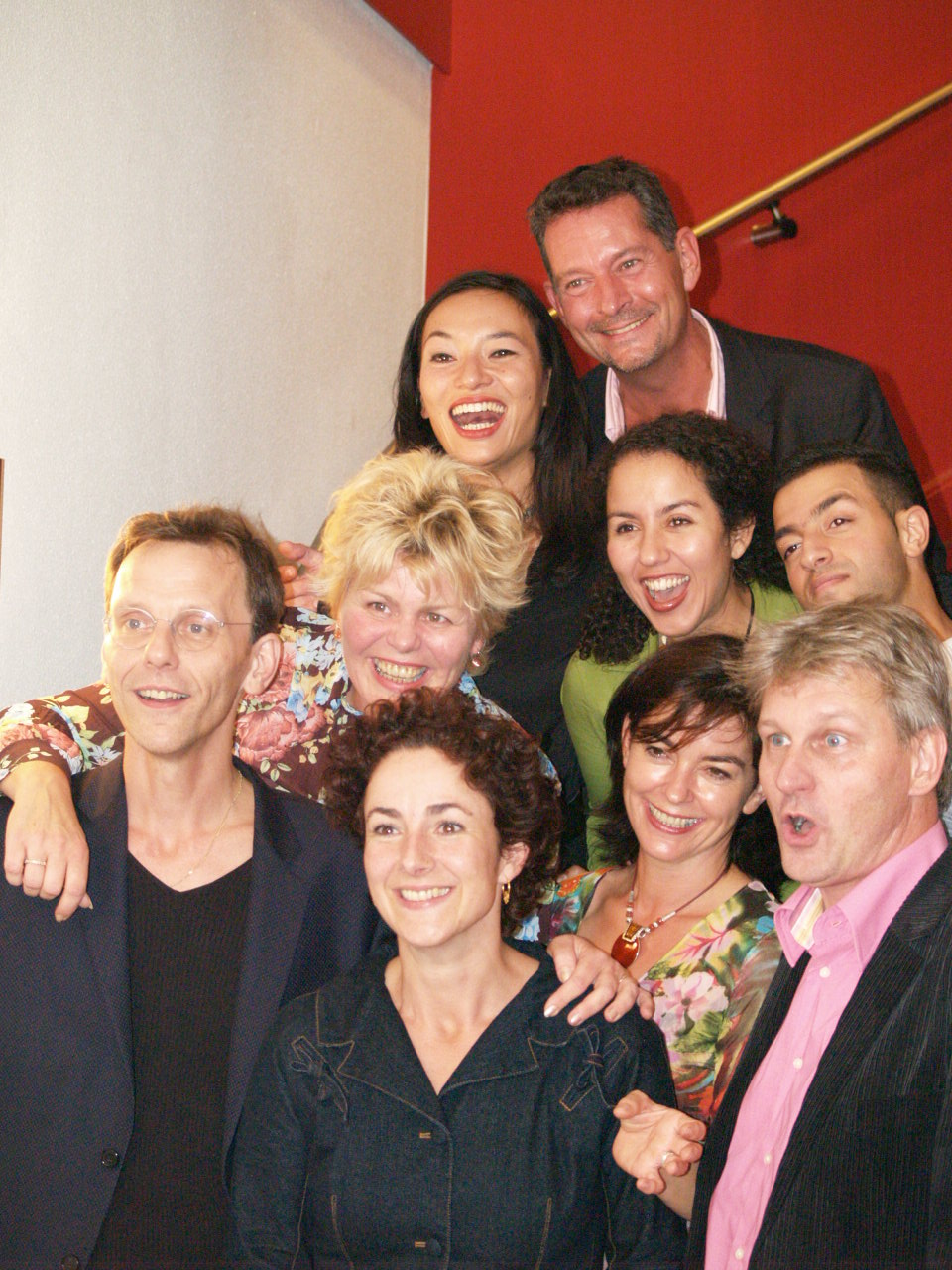
Bovenaan de kieslijst geplaatste kandidaten van GroenLinks bij de parlementsverkiezingen van 2006

Halsema was de enige kandidaat voor het lijsttrekkerschap bij de parlementsverkiezingen in 2006. Bij de Tweede Kamerverkiezingen van 2006 verloor GroenLinks één zetel. De voorstellen van Halsema en Van Gent voor versoepeling van het ontslagrecht waren niet opgenomen in het verkiezingsprogramma. In december 2006 sloeg GroenLinks een uitnodiging af om deel te nemen aan de formatiegesprekken voor een nieuw kabinet. Als argument gebruikte Halsema dat het een partij die verloren had niet sierde om mee te doen. Dit kwam haar op veel interne kritiek te staan.
Vanaf december 2006 nam binnen GroenLinks de kritiek op de politieke koers en het leiderschap van Halsema toe. De kritiek was breed en betrof ook de slechte verkiezingsresultaten (GroenLinks had al sinds 1999 geen verkiezing meer gewonnen), de verkiezingscampagne, het niet meedoen aan de formatiegesprekken in 2006, de nieuwe vrijzinnige koers - met name de voorstellen gedaan door Halsema en Van Gent in Vrijheid Eerlijk Delen, het elitaire imago en de partijdemocratie. Kritisch GroenLinks, een groep rond senator Leo Platvoet, heeft door moties, manifesten en bijeenkomsten geprobeerd een brede kritiek op de koers van GroenLinks te formuleren. Oud-prominenten als Ina Brouwer, maar ook parlementariërs als Joost Lagendijk uitten hun twijfels over de koers van de partij. Daarom werd een commissie ingesteld onder leiding van oud-Tweede Kamerlid en oud-PPR-voorzitter Bram van Ojik, die keek naar de verkiezingscampagne.
Van Ojik leidde ook een andere commissie, waar al in februari 2006 om was verzocht. Deze keek gedurende 2007 en 2008 naar de beginselen, de organisatie en de strategie. Hiervoor werden regionale bijeenkomsten georganiseerd, waar de partijleden hun mening konden geven. In juli 2008 werd een concept-beginselprogramma gepubliceerd, dat geschreven was door commissievoorzitter Van Ojik, partijvoorzitter Nijhof en de directeur van het wetenschappelijk bureau, Bart Snels. Het stuk werd zowel binnen als buiten de partij matig ontvangen. Op 22 november 2008 nam het GroenLinks congres het nieuwe beginselprogramma aan, als afsluiting van een twee jaar lang proces van heroriëntatie.
In maart 2007 verloor GroenLinks opnieuw stemmen bij de Provinciale Statenverkiezingen. GroenLinks had hierbij een lijstverbinding met de Partij voor de Dieren. Een ongeldige stem van het Noord-Hollandse Statenlid Cheryl Braam leidde echter tot een verlies bij de Eerste Kamerverkiezingen van vijf naar vier zetels. Braam werd, nadat zij meermaals had gelogen over haar ongeldige stem, uit de Noord-Hollandse fractie gezet. Daarnaast stemden de Zuid-Hollandse Statenleden op Jan Laurier, een laag geplaatste kandidaat. Hij werd met voorkeurstemmen verkozen.
Op 14 augustus 2008 trad Wijnand Duyvendak af als lid van de Tweede Kamer nadat beschuldigingen aan zijn adres over bedreigingen en brandstichting in zijn tijd als milieuactivist zijn positie onhoudbaar hadden gemaakt.
Gedurende 2008 maakten de beide Europese parlementariërs, Kathalijne Buitenweg en Joost Lagendijk, bekend dat ze geen kandidaat zouden zijn voor de Europese Parlementsverkiezingen van 2009. Daarom werd er een referendum gehouden om te bepalen wie voor GroenLinks de Europese lijst zou gaan aanvoeren. Er waren vijf kandidaten voor dit interne referendum: oud-Europarlementariër Alexander de Roo, senator Tineke Strik, de Amsterdamse fractievoorzitter Judith Sargentini, onderzoeker Bas Eickhout en Europees beleidsmedewerker Niels van den Berge. Op 6 december 2008 werd tevens het concept-verkiezingsprogramma gepresenteerd. Op 7 februari 2009 werd bekend dat Judith Sargentini de lijsttrekker werd. Bij de Europese Parlementsverkiezingen behaalde de partij drie zetels, waarvan er een restzetel was. Daarmee werden naast lijsttrekker Sargentini ook Eickhout en Marije Cornelissen verkozen. De partij kreeg 1,5 procent meer stemmen dan bij de Europese Parlementsverkiezingen van 2004.

### 2010-2012
Twee zittende Kamerleden, Ineke van Gent en Femke Halsema, werd in 2010 dispensatie verleend om zich voor een vierde termijn kandidaat te stellen bij de parlementsverkiezingen van dat jaar. In eerste instantie kreeg Van Gent een onverkiesbare plaats toebedeeld, maar na een actie met de leus 'zet een stoer wijf op vijf', werd zij door het partijcongres op de vijfde plaats van de kieslijst gezet. Halsema werd wederom tot lijsttrekker gekozen. Alle andere kandidaten werden door de kandidatencommissie afgekeurd, waardoor Halsema de enige kandidate voor het lijsttrekkerschap was. Van de eerste vijf kandidaten, allemaal zittende Kamerleden, waren er vier vrouwen. Verder waren andere hoge nieuwkomers oud-directeur van Greenpeace Liesbeth van Tongeren en de voorzitter van CNV-jongeren Jesse Klaver.
Bij de parlementsverkiezingen in 2010 haalde GroenLinks tien zetels. Tijdens de daaropvolgende kabinetsformatie schoof de partij aan bij een poging een paars-plus kabinet te vormen met de Volkspartij voor Vrijheid en Democratie. Die onderhandelingen mislukten. Halsema wilde per se een nieuwe poging wagen, maar VVD-leider Mark Rutte hield de boot af. Struikelblok was vooral de vraag tot hoe hoog het financieringstekort mocht oplopen.
In december 2010 trad Femke Halsema plotseling per direct af als partijleider en fractieleider en vertrok na het kerstreces uit de Tweede Kamer. De partij stond toen in de peilingen op twaalf zetels. Halsema gaf later te kennen dat zij na het mislukken van deelname van GroenLinks aan een nieuw kabinet geen zin meer had in opnieuw oppositie voeren.

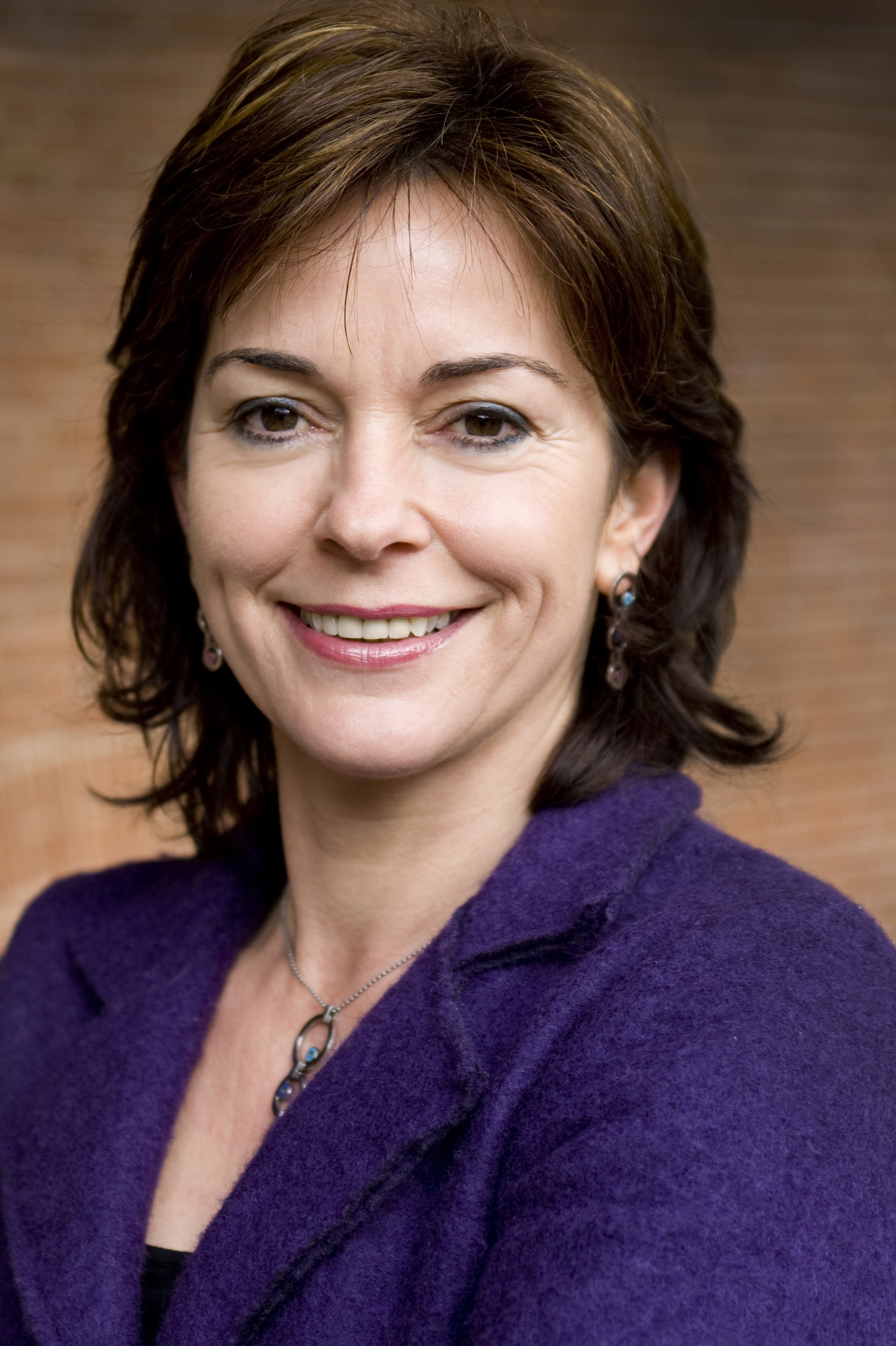
Jolande Sap, oud-fractievoorzitter in de Tweede Kamer

Halsema werd op 17 december als partijleider en fractievoorzitter opgevolgd door Jolande Sap. Sap maakte op de dag van haar aantreden bekend dat zij voorstander was van een fusie tussen GroenLinks, D66 en de PvdA. Tegelijkertijd liet zij weten dat zij mogelijkheden zag het zetelaantal van tien te verdubbelen.
In januari 2011 stuurde het kabinet-Rutte I een artikel 100-brief naar de Tweede Kamer over een politiemissie naar Kunduz. Dit was naar aanleiding van een motie van Mariko Peters (GroenLinks) en Alexander Pechtold (D66). De artikel 100-brief leidde tot flinke discussie binnen GroenLinks. De Tweede Kamerfractie steunde echter de missie nadat het kabinet op een aantal punten de fractie tegemoet was gekomen. Onder meer was vastgelegd dat het een civiele missie zou gaan heten. Sap had met aftreden gedreigd als haar fractie het voorstel voor de politiemissie zou afwijzen. Desondanks stemde fractielid Van Gent tegen, als enige. De Nederlandse politie ging daarop in de Afghaanse provincie Kunduz trainingen geven aan aspirant-politiemensen. Op het partijcongres van februari 2011 werd een motie van afkeuring over de steun van de Tweede Kamerfractie afgewezen, maar een motie die deze beslissing betreurde werd aangenomen.
GroenLinks-Kamerlid Mariko Peters kwam halverwege 2011 in opspraak: zij had toen zij diplomaat in Afghanistan was een positief advies gegeven om overheidssubsidie te verstrekken aan een culturele instelling van een Nederlander met wie ze in Kabul een amoureuze relatie onderhield. Volgens onderzoek van het ministerie van Buitenlandse Zaken werd Peters niet beïnvloed door haar privégevoelens voor de subsidieaanvrager, maar overtrad zij wel de gedragsregels door de relatie niet officieel te melden. Het aanblijven van Peters werd kritisch ontvangen. Ook was er veel kritiek dat de fractie in de Tweede Kamer en GroenLinks als partij langere tijd niet reageerden op de aantijgingen.
Tijdens het partijcongres in februari 2012 werd Heleen Weening gekozen als nieuwe partijvoorzitter. Ze verving Henk Nijhof die na zes jaar aftrad.
Op 26 april 2012 bereikte GroenLinks met de fracties van VVD, CDA, D66 en ChristenUnie het Begrotingsakkoord 2013 over miljarden euro's bezuinigingen en hervormingen om het begrotingstekort voor 2013 onder de door de Europese Commissie opgelegde norm van 3 procent te krijgen. Met dit akkoord kon GroenLinks 'pijnlijke' bezuinigingen van het kabinet-Rutte ongedaan maken, zoals de bezuinigingen op PGB, passend onderwijs, huishoudinkomenstoets, eigen bijdrage GGZ en cultuur. Daarnaast wist GroenLinks met dit akkoord een forse vergroening van de economie te realiseren; er kwamen diverse milieubelastingen (kolenbelasting, forensentaks, afschaffen vrijstelling rode diesel) en er werd 400 miljoen uitgetrokken voor vergroening van de economie. Van dat geld werd 200 miljoen gebruikt voor natuur en 200 miljoen voor duurzaamheid. Er kwam daarmee onder andere geld voor vergroening in landbouw, geld voor woningisolatie en groen beleggen. Namens GroenLinks onderhandelden fractievoorzitter Jolande Sap en vice-fractievoorzitter Ineke van Gent.
In de aanloop naar de Tweede Kamerverkiezingen van 12 september 2012 ontstond het gerucht dat Tofik Dibi zich kandidaat zou stellen voor het lijsttrekkerschap van GroenLinks. Hiermee zou hij de concurrentie aangaan met partijleider Jolande Sap. Kandidaten voor het lijsttrekkerschap konden zich tot 6 mei melden bij de Kandidatencommissie. Deze commissie beoordeelt de geschiktheid voor het lijsttrekkerschap, waarna de kandidaturen op 31 mei publiekelijk bekend zouden worden gemaakt. De regel gold dat sollicitanten hun kandidatuur niet daaraan voorafgaande openbaar mogen maken. Het partijbestuur schrapte de regel echter op 10 mei, omdat hij tot 'rare situaties' zou leiden. Daarna bevestigde Dibi op 13 mei zijn kandidatuur.
Binnen de partij, onder andere door Sap, werd Dibi geadviseerd af te zien van zijn kandidatuur. Op weg naar een uitzending van het NTR-programma De Halve Maan, waarin Dibi over zijn kandidatuur zou praten, werd hem door het partijbestuur te kennen gegeven dat hij diende af te zien van de uitzending en zich moest melden op het partijkantoor in Utrecht. Het leek even dat Dibi zich van het partijbestuur niet kandidaat mocht stellen, maar, volgens het partijbestuur op aandringen van de volledige Tweede Kamerfractie, werd hem dit toch toegestaan. Wel bleek dat de Kandidatencommissie Dibi ongeschikt achtte, met name vanwege een gebrek aan aantoonbare leidinggevende kwaliteiten.
De nieuwe lijsttrekker zou volgens de regels gekozen worden op een partijcongres. Na de kandidatuur van Dibi adviseerde Sap om via een ledenraadpleging de nieuwe lijsttrekker te kiezen. Dit voorstel werd overgenomen. Partijvoorzitter Heleen Weening zei vervolgens dat de leden mogen kiezen tussen een door de kandidatencommissie geschikt geachte kandidaat en een door de kandidatencommissie niet geschikt geachte kandidaat. Dibi liet weten dat hij eerder al werd tegengewerkt in zijn pogingen zijn kandidatuur rond te krijgen.
Een geschillencommissie van GroenLinks oordeelde, nadat Dibi in bezwaar en beroep was gegaan, dat de gang van zaken alle betrokken partijen — Dibi, het partijbestuur en de kandidatencommissie — onnodig heeft beschadigd. Bovendien oordeelde de geschillencommissie dat het negatieve oordeel van de kandidatencommissie over Dibi op "een zeer smalle basis" gebaseerd was. Uit het gepubliceerde advies van de kandidatencommissie bleek ook dat eerder twee andere kandidaten reeds bij de briefselectie werden afgewezen door de commissie. Het afgewezen oud-Statenlid Oscar Dijkhoff beklaagde zich er over dat de eerder eveneens door de commissie afgewezen Dibi wel aan het referendum mee mocht doen en dat zijn controverse in de media daar een rol in had gespeeld.
De uitslag van het referendum werd op 6 juni bekendgemaakt. Van de 25608 leden stemden 14559 (57%). Sap kreeg 12242 stemmen (84%) en Dibi 1764 (12%). Daarnaast waren er 553 (4%) blanco stemmen. Dibi werd vervolgens op eigen verzoek op plaats tien van de GroenLinks-lijst geplaatst.

### 2012-2014
Bij de parlementsverkiezingen op 12 september 2012 behaalde GroenLinks vier zetels, een verlies van zes. Ondanks het verlies wilde Sap aanblijven als politiek leider en fractievoorzitter. Na aanvankelijk haar te steunen, zegden het bestuur en de Tweede Kamerfractie het vertrouwen in haar op. Vervolgens stapte Sap, zeer tegen haar zin, op als partijleider en parlementslid. Er kwam meteen veel kritiek op de handelwijze van de partijtop, waarop eerst het hele partijbestuur opstapte.

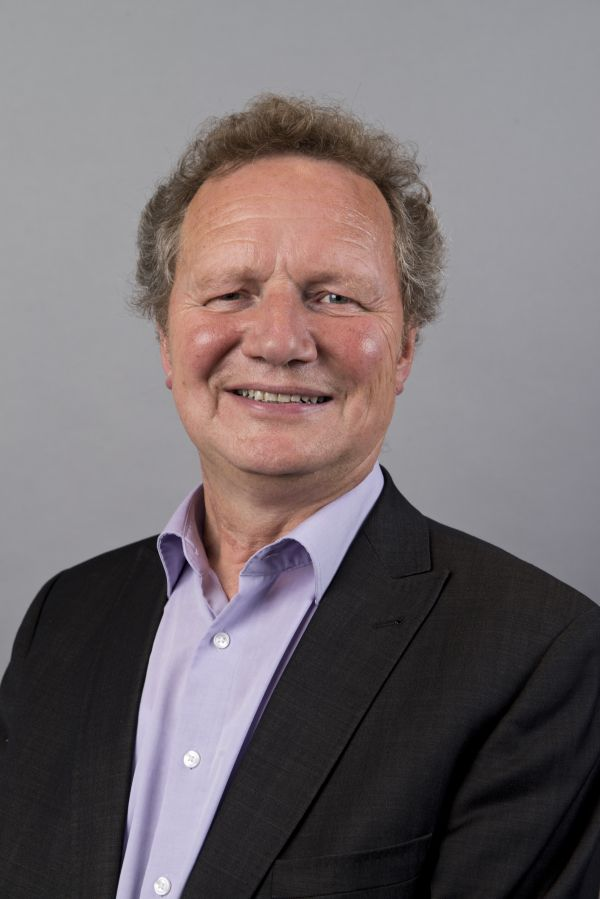
Bram van Ojik

 Op 8 oktober 2012 werd Bram van Ojik als enige kandidaat gekozen tot fractievoorzitter. Direct na zijn aanstelling liet hij weten dat GroenLinks pas een partijleider kiest bij de komende parlementsverkiezingen, via een ledenraadpleging.
Andrée van Es stapte op 10 oktober per direct op als voorzitter van de commissie die namens GroenLinks onderzoek deed naar de verkiezingsnederlaag bij de parlementsverkiezingen van september 2012. Ze trad af om de objectiviteit van de commissie te waarborgen. Nadat ze het voorzitterschap aanvaardde, had ze namelijk in een persoonlijk gesprek met Sap en Weening gezegd dat zij hadden moeten opstappen. Van Es werd opgevolgd door Nel van Dijk. De commissie-Van Dijk presenteerde op 25 januari 2013 haar rapport over de verkiezingsnederlaag. De oorzaken van de nederlaag waren dat conflicten naar buiten kwamen, de koers onduidelijk was, de strijd om het leiderschap, en de gerichtheid op regeringsdeelname, wat ten koste ging van de helderheid van de eigen identiteit. Op het congres van 3 maart 2013 werd voormalige Tweede Kamerlid Rik Grashoff verkozen tot partijvoorzitter, als opvolger van Eduard van Zuijlen die de functie ad interim op zich nam.
Op 9 oktober 2013 stapte GroenLinks uit de onderhandelingen over de begroting voor 2014. Van Ojik zei dat hij er geen vertrouwen in had dat er een omslag naar een duurzame economie komt. Ook wilde de partij zich niet binden aan de door de coalitie van VVD en PvdA voorgenomen extra bezuiniging van 6 miljard euro.
Bij de Nederlandse gemeenteraadsverkiezingen 2014 behaalde GroenLinks 5,2% van de stemmen, een verlies van 1,5%, maar een ruime verdubbeling ten opzichte van de uitslag bij de Tweede Kamerverkiezingen van 2012. Bij de Europese Parlementsverkiezingen 2014 verloor de partij één restzetel en kwam uit op 2 (7,0% van de stemmen, een verlies van 1,9%).
Op woensdag 28 mei bereikte de partij een akkoord over het sociaal leenstelsel met coalitiepartijen VVD en PvdA en met oppositiepartij D66. Hierdoor kan er tot 1 miljard extra worden geïnvesteerd in het onderwijs. De partij onderhandelde daarnaast met VVD, PvdA en D66 over een superprovincie. De partij was nodig voor een meerderheid in de Eerste Kamer. Op 19 juni stopten de besprekingen, omdat er geen overeenstemming kon worden bereikt. GroenLinks wilde onder ander bezuinigingen op natuur terugdraaien en de leefomgeving en mobiliteit bij de onderhandelingen betrekken.

### 2015-heden
Op het congres van 7 februari 2015 werd Tineke Strik gekozen als lijsttrekker voor de Eerste Kamerfractie. Ze volgde in deze hoedanigheid Tof Thissen op, die aangegeven had niet meer beschikbaar te zijn voor de Eerste Kamerfractie.
Op 12 mei 2015 maakte Bram van Ojik bekend dat hij aftrad als fractievoorzitter in de Tweede Kamer en Tweede Kamerlid. Tweede Kamerlid Jesse Klaver volgde hem op. Grashoff nam hierdoor weer zitting in de Tweede Kamer en werd als partijvoorzitter opgevolgd door Marjolein Meijer

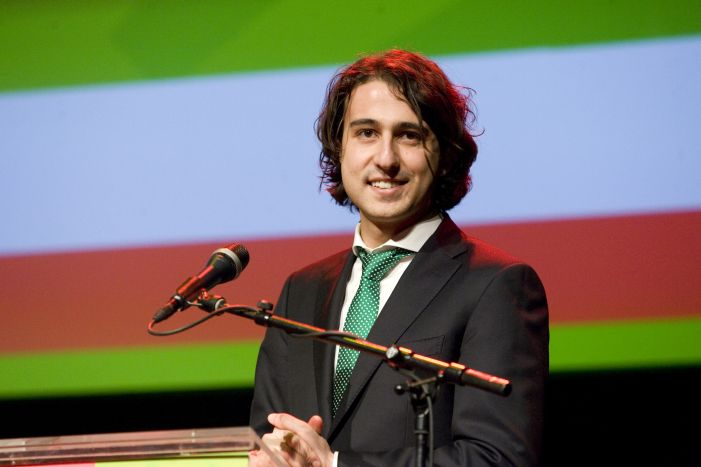
Jesse Klaver congres 2012

Bij de Tweede Kamerverkiezingen van 2017 was Klaver de lijsttrekker van de partij. Tijdens de campagne trok kandidaat Maya van der Steenhoven zich terug vanwege een integriteitskwestie. Uiteindelijk behaalde GroenLinks 14 zetels, het hoogste aantal ooit voor de partij. Als grote winnaar van de verkiezingen formeerde het in eerste instantie met VVD, CDA en D66, maar op 12 juni 2017 concludeerde informateur Herman Tjeenk Willink dat het migratiestandpunt een te groot verschil vormde met de andere partijen om tot een kabinet te komen. Ook na een tweede keer formeren lukte het de vier partijen (om meerdere redenen) niet om elkaar te vinden. Uiteindelijk werd het kabinet-Rutte III gevormd met ChristenUnie in plaats van GroenLinks.
In 2018 stapte partijvoorzitter Meijer op uit het partijbestuur vanwege een vertrouwensbreuk in de partijtop: Meijer had niet de waarheid verteld over haar relatie met Tweede Kamerlid Rik Grashoff die al gaande was voordat hij als nummer vijf op de verkiezingslijst kwam. Meijer werd tijdelijk vervangen door vicevoorzitter Jeroen Postma. Ook Grashoff werd vervangen in de Tweede Kamer.
Bij de Tweede Kamerverkiezingen 2021 kreeg GroenLinks acht Tweede Kamerzetels. Bij de kabinetsformatie combineerde GroenLinks met de PvdA, en belandde opnieuw in de oppositie. Er is discussie over een fusie met die partij. Na de Eerste Kamerverkiezingen 2023 vormden de twee partijen een gezamenlijke fractie in de Eerste Kamer.
Na de val van het kabinet-Rutte IV in juli 2023 stemde een meerderheid van de leden van GroenLinks en PvdA voor het voorstel om met een gezamenlijke lijst mee te doen aan de vervroegde Tweede Kamerverkiezingen van 2023. Bij de lijsttrekkersverkiezingen had de ruime meerderheid van de leden toenmalig Eurocommissaris van Klimaat Frans Timmermans gekozen om deze gedeelde lijst aan te voeren. Op 27 oktober 2023, aan het begin van het verkiezingsreces, gingen ook in de Tweede Kamer de fracties van de twee partijen samen. De gezamenlijke lijst behaalde 25 zetels, waarmee de partijen er samen acht zetels bij kregen.
Nadat begin juni 2025 het kabinet-Schoof op zijn beurt was gevallen, werden er tussen 5 en 12 juni referenda georganiseerd over opnieuw een gezamenlijke lijst voor de Tweede Kamerverkiezingen van 2025 en over een fusie in 2026. Beide voorstellen kregen een meerderheid van de stemmen en gingen daarmee door. Bij GroenLinks was er een opkomst van 62,9%, waarvan 95,0% voor een gezamenlijke deelname aan de verkiezingen stemde en 89,1% voor de oprichting van een nieuwe partij. De fusie van PvdA en GroenLinks was daarmee nu een voldongen feit.

## Organisatie

### Interne organisatie
Bij zijn oprichting nam GroenLinks grotendeels de statuten over van de PSP, die in haar eigen organisatievorm de nadruk had gelegd op participatie van leden en autonomie van afdelingen.
Het hoogste orgaan van GroenLinks is altijd het partijcongres geweest, dat openstaat voor alle leden. Hier wordt het partijbestuur verkozen en de volgorde vastgesteld van de kieslijsten voor de verkiezingen van de Tweede Kamer, de Eerste Kamer en het Europees Parlement. De leden kunnen kiezen uit de kandidaten die door een kandidatencommissie geschikt zijn bevonden. Het congres heeft het laatste woord over landelijke en Europese verkiezingsprogramma's. Het congres komt ten minste één keer per jaar samen, in de lente, en verder wanneer dat nodig is.
Het partijbestuur bestaat uit zeven leden: de voorzitter, een penningmeester, een internationaal secretaris, twee secretarissen met een portefeuille partijontwikkeling, een secretaris publiciteit en campagnes en een secretaris personeel en organisatie. De voorzitter krijgt een vergoeding, de anderen zijn vrijwilligers.
De toezichtraad van de partij bestaat uit vijf door het congres gekozen leden en is belast met het formele toezicht op het partijbestuur. Daarnaast bestond er tot 2015 een partijraad die debatteerde met het partijbestuur en de landelijke en Europese fracties over politieke en strategische thema's. Deze bestond uit tachtig leden die gekozen worden door lokale en provinciale afdelingen (58), werkgroepen (10) en DWARS (2).

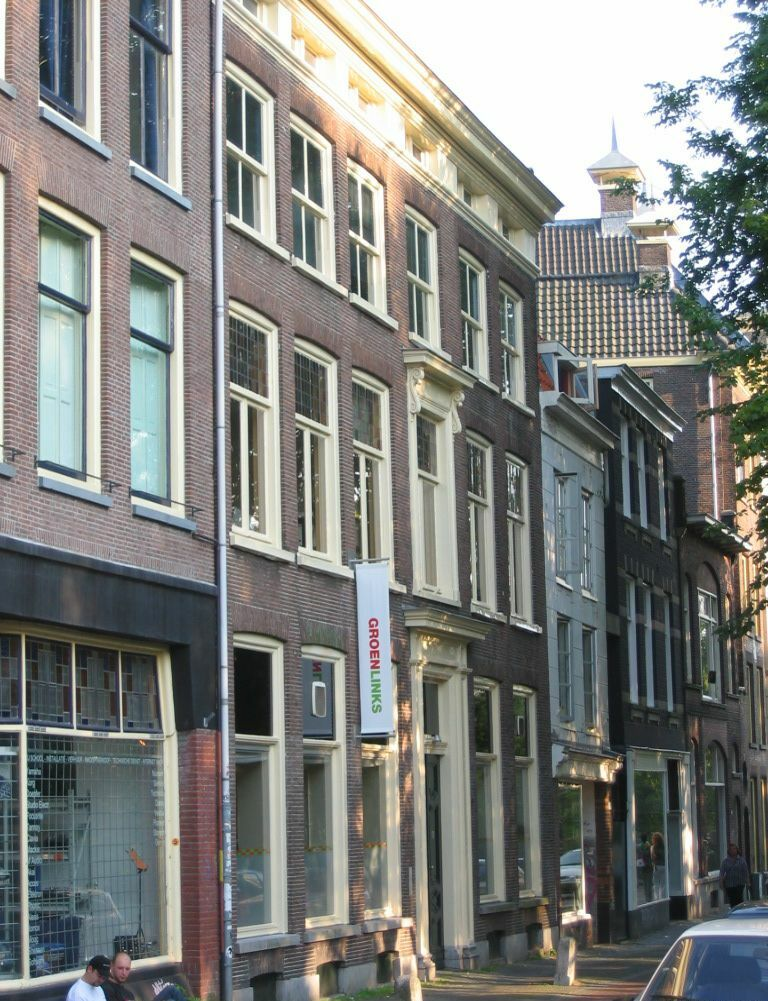
Voormalig partijbureau van GroenLinks in Utrecht

GroenLinks had gedurende zijn bestaan als partij 250 afdelingen in bijna alle gemeenten. Ook had de partij een afdeling in elke provincie. Afdelingen droegen zorg voor verkiezingscampagnes, kandidatenlijsten en verkiezingsprogramma's. De provinciale ledenvergadering kwam eens per jaar samen, een gemeentelijke afdelingsvergadering vaker.
GroenLinks heeft ten slotte werkgroepen die zich bezighouden met inhoudelijke thema's. Dit zijn onder meer RozeLinks (seksuele diversiteit) en FemNet (Feministisch Netwerk). Ook heeft GroenLinks een werkgroep genaamd De Linker Wang, die zich inzet voor progressief christelijke politiek. Het geeft jaarlijks de Ab Harrewijnprijs aan een persoon of organisatie die zich inzet voor mensen aan de onderkant van de samenleving. De Linker Wang is opgericht op initiatief van de Evangelische Volkspartij.
Een aantal organisaties is gelieerd aan GroenLinks.
- DWARS is de onafhankelijke politieke jongerenorganisatie van de partij.
- Het Wetenschappelijk Bureau GroenLinks is een onderzoeksbureau dat het publieke debat over zaken als het vergroenen van de economie, de hervorming van de arbeidsmarkt en het onderwijs beïnvloeden en daarmee de maatschappelijke steun voor de groene ideologie wil versterken. Het bureau geeft elke drie maanden het blad De Helling uit.[103]
- GroenLinks Magazine is het onafhankelijke online maandblad van de partij.

GroenLinks is medeoprichter van de Europese Groene Partij en lid van de Wereldwijde Groenen.

#### Bestuur
Het huidige bestuur bestaat uit:
- Katinka Eikelenboom (partijvoorzitter)[104]
- Gebke van Gaal (internationaal secretaris/vicevoorzitter)
- Jaap Wortel (financieel beleid)
- Imane Nadif (Diversiteit en Ontwikkeling)
- Linda Kiewiet (Communicatie en Campagne)
- Samir Bashara (Interne partijontwikkeling)
- Wouter Hakhoff (Personeel en Organisatie)

#### Leden
Vanwege een beveiligingsprobleem met de MediaWiki Graph-software is het momenteel niet mogelijk deze grafiek weer te geven. Zodra de software is bijgewerkt zal de grafiek vanzelf weer zichtbaar worden.
| Jaar | Aantal leden | Jaar | Aantal leden | Jaar | Aantal leden | Jaar | Aantal leden |
| ---- | ------------ | ---- | ------------ | ---- | ------------ | ---- | ------------ |
| 1990 |              | 2000 | 13.855       | 2010 | 20.961       | 2020 | 30.438       |
| 1991 | 15.900       | 2001 | 14.314       | 2011 | 27.477       | 2021 | 32.685       |
| 1992 | 14.971       | 2002 | 15.037       | 2012 | 26.505       | 2022 | 33.478       |
| 1993 | 13.548       | 2003 | 18.469       | 2013 | 23.953       | 2023 | 33.806       |
| 1994 | 12.500       | 2004 | 20.503       | 2014 | 22.393       | 2024 | 40.621       |
| 1995 | 12.500       | 2005 | 20.709       | 2015 | 21.201       | 2025 | 46.508       |
| 1996 | 12.000       | 2006 | 21.383       | 2016 | 21.188       |      |              |
| 1997 | 11.700       | 2007 | 23.490       | 2017 | 23.389       |      |              |
| 1998 | 11.873       | 2008 | 21.410       | 2018 | 28.429       |      |              |
| 1999 | 13.821       | 2009 | 20.324       | 2019 | 28.829       |      |              |

Bron: GroenLinks - ledentallen (Documentatiecentrum Nederlandse Politieke Partijen)

### Externe relaties
Door zijn oprichting in 1990 ontstond met GroenLinks een middelgrote partij ter linkerzijde van de Partij van de Arbeid. In 1994 kwam ook de Socialistische Partij in de Tweede Kamer. GroenLinks wordt door politicologen op links-rechts schalen tussen de PvdA en de SP geplaatst. Zij werkt met beide partijen samen, terwijl de relaties tussen PvdA en SP vaak slecht zijn geweest. Zo had GroenLinks een lijstverbinding met de SP bij de verkiezingen van 2002, 2003 en 2006, en bij de Europese verkiezingen van 2004 had het een lijstverbinding met de PvdA. GroenLinks riep tijdens de verkiezingen van 2006 op tot een linkse coalitie, 'De Linkse Lente', tussen de drie linkse partijen. Na de verkiezingen bleek dat deze mogelijke coalitie geen meerderheid had. De verkiezingen en de formatie van 2006/07 sloegen de hoop op 'De Linkse Lente' de bodem in. Bij de Eerste Kamerverkiezing van 2007 had de partij een lijstverbinding met de Partij voor de Dieren.
GroenLinks is lid van verscheidene allianties van linkse maatschappelijke organisaties, zoals Keer het Tij. Daarnaast heeft het informele vriendschappelijke relaties met milieugroepen als Milieudefensie, Greenpeace en Natuur & Milieu; Wijnand Duyvendak, Bram van Ojik, Marijke Vos, Britta Böhler, Ria Beckers en Mirjam de Rijk hadden voor of na hun Kamerlidmaatschap een prominente functie binnen een van deze organisaties. Duyvendak, Van Ojik en Vos bij Milieudefensie, Böhler bij Greenpeace en Beckers en De Rijk bij Stichting Natuur en Milieu. Liesbeth van Tongeren, op plaats zes van de kandidatenlijst voor de Tweede Kamerverkiezingen van 2010, was directeur van Greenpeace.
Veel GroenLinksers zijn actief binnen een vakbond. Bekende Kamerleden met een verleden binnen de vakbonden zijn Ineke van Gent, Linda Voortman (beide FNV), Bert van Boggelen en Jesse Klaver (oud-voorzitters van respectievelijk CNV en CNV Jongeren.
Ook bij Oxfam Novib zijn GroenLinksers actief. Het voormalige Tweede Kamerlid en huidig Eerste Kamerlid Farah Karimi is er algemeen directeur en Tweede Kamerlid Tom van der Lee, heeft er ook gewerkt. GroenLinkser Arjan El Fassed werkte voor zijn Kamerlidmaatschap bij Oxfam Novib. Een aantal prominente GroenLinksers, waaronder Femke Halsema, hebben gewerkt bij het debatcentrum de Balie in Amsterdam.
GroenLinks is medeoprichter van het Nederlands Instituut voor Meerpartijendemocratie, een organisatie van zeven Nederlandse politieke partijen die democratiseringswerk steunt in zeventien landen.

### Stijl en campagne
Het logo van GroenLinks vertoont sinds 1994 de naam van de partij waarbij het woord 'Groen' in het rood geschreven is, en het woord 'Links' in het groen. Hiermee wordt met een knipoog de relatie tussen groene en linkse politiek benadrukt. De steunkleuren geel en blauw worden soms gebruikt om dit logo heen. Het eerdere logo, dat tussen 1989 en 1994 gebruikt werd, was een variatie op het ban de bom teken dat geprojecteerd was op een groene driehoek waarop 'PPR PSP CPN EVP' geschreven stond. Daarnaast stond GroenLinks in het groen en roze.
De verkiezingscampagnes van GroenLinks zijn vaak met een knipoog. In 2002 stonden er op de verkiezingsposters zwart-witte foto's waarop met een rood potlood voorstellen van GroenLinks werden afgebeeld: een busbaan naast een drukke snelweg of een dak boven vluchtelingen. Bij de Europese verkiezingen van 1994 werd Manneken Pis op verkiezingsposters afgebeeld met daaronder 'Europa gezeik?' In 2006 voerde de partij campagne met leuzen als 'GroenLinks heeft echt hart voor de schepping'.
In de verkiezingen van 2010 benadrukte GroenLinks met de leus 'Klaar voor de toekomst' dat de partij er klaar voor was om regeringsverantwoordelijkheid op zich te nemen. De campagne van 2017 kenmerkte zich door grote bijeenkomsten (meetups) waarbij in TivoliVredenburg 2000 en in AFAS Live 5000 bezoekers aanwezig waren. De campagne was geïnspireerd op Amerikaanse campagnes, met name die van Barack Obama.
Vrij vaak hebben bekende Nederlanders een bijdrage geleverd aan de verkiezingscampagnes van GroenLinks. In 1989 waren choreograaf Rudi van Dantzig en schrijfster Astrid Roemer lijstduwer. In 2006 was cabaretier Vincent Bijlo lijstduwer. Daarnaast hebben onder andere de volgende personen hun naam verbonden aan (een activiteit van) de campagne van GroenLinks: cabaretiers Sara Kroos, Herman Finkers, en Sanne Wallis de Vries, de rappers Raymzter en Massih Hutak, astronaut Wubbo Ockels, journalist Anil Ramdas, voetballer Khalid Boulahrouz, voetbalcolumnist Jan Mulder, schrijver Geert Mak, zanger Herman van Veen, zangeres Ellen ten Damme, tv-presentator Martijn Krabbé, actrice Kim van Kooten, dichter Rutger Kopland en media-ondernemer Harry de Winter.

### Kritiek

#### Communistisch verleden
GroenLinks wordt, als partij die is ontstaan uit de Communistische Partij van Nederland (CPN), Pacifistisch Socialistische Partij (PSP), Politieke Partij Radikalen (PPR) en Evangelische Volkspartij (EVP), nog geregeld geconfronteerd met haar verleden. Het conservatieve weekblad Elsevier schreef in 2010 dat GroenLinks is "ontstaan uit communisten, pacifisten en andere linkse radicalen". HP/De Tijd maakte in 2004 een portret van het actieverleden van voormalig fractievoorzitter Paul Rosenmöller. Hierin werd onder meer beschreven hoe Rosenmöller in zijn jongere jaren communisten als Pol Pot en Mao Zedong vereerde.
De CPN, een van de voorlopers van GroenLinks, was pro-Sovjet-Unie en in 1989 gingen CPN'ers nog naar de 'viering' van veertig jaar DDR. Pieter Burggraaf, voormalig voorzitter van de PSP, weigerde na de Duitse hereniging naar de feestvierende Duitsers in Berlijn af te reizen omdat hij "niet ongenuanceerd mee [wilde] gaan in de gekte".

#### In opspraak geraakte Kamerleden
Verschillende Kamerleden van GroenLinks zijn in het verleden in opspraak geraakt. In drie gevallen leidde dit ertoe dat de Kamerleden hun zetel opgaven: Wijnand Duyvendak (nadat beschuldigingen aan zijn adres over bedreigingen en brandstichting in zijn tijd als milieuactivist zijn positie onhoudbaar hadden gemaakt.), Sam Pormes (wegens vermeende, maar onbewezen deelname aan een guerrillatraining in Zuid-Jemen) en Tara Singh Varma (omdat zij leed aan pseudologica fantastica, een geestelijke aandoening waardoor zij verschillende ernstige ziektes veinsde).
In de zomer van 2011 kwam GroenLinks-Kamerlid Mariko Peters in opspraak: zij had toen zij diplomaat in Afghanistan was subsidies verstrekt aan een privé-relatie. Volgens onderzoek van het ministerie werd Peters hierbij niet beïnvloed door haar privégevoelens voor de subsidievrager, maar overtrad zij wel de gedragsregels door de relatie niet tijdig te melden. Het aanblijven van Peters werd kritisch ontvangen.

## Standpunten

### Beginselprogramma
Het GroenLinks-beginselprogramma Partij van de Toekomst, aangenomen door het partijcongres in 2008 en geschreven door Bart Snels en Bram van Ojik, legde zeventien uitgangspunten vast:
Groene wereld:
1. Iedere wereldburger heeft recht op een evenredig aandeel in de schaarse natuurlijke hulpbronnen, (dus) de positie van de armsten moet worden verbeterd en westerse landen moeten hun ‘ecologische voetafdruk’ flink verkleinen.
2. Zojuist genoemde punt 1 vraagt (ook) om keuzes voor duurzame landbouw en energieproductie en milieuvriendelijke mobiliteit.
3. Dieren en ecosystemen hebben waarde op zichzelf, daarom gaan we er respectvol mee om – waar we uiteindelijk ook zelf baat bij hebben.
Sociaal:
4. Onderwijs moet iedereen de kans geven zijn/haar talenten en ambities te ontplooien.
5. Herverdeling van betaalde arbeid, zodat iedereen kan werken én zorgen én leren. Grotere waardering van verzorgende en laaggekwalificeerde arbeid. Rechtvaardige inkomensverdeling.
6. Iedere wereldburger heeft recht op werk, voedsel, inkomen, huisvesting, gezondheidszorg, onderwijs, vrijheid. De macht van financiële ondernemingen moet ingeperkt worden. 
Open cultuur:
7. Geen discriminatie, racisme of seksisme.
8. Liefst moet iedereen in eigen land perspectief hebben op vooruitgang. Moet men echter huis en haard ontvluchten dan wil GroenLinks een warm, nieuw thuis bieden.
9. Gemeenschapszin: samen streven naar een open, vrije, solidaire samenleving.
10. GroenLinks is als partij open, eerlijk en transparant naar kiezers en andere organisaties. 
Democratisch:
11. Democratische rechtsstaat, (dus) bescherming tegen (autoritaire) overheden.
12. De nationale politiek is transparant en legt met open vizier verantwoording af.
13. De overheid is eindverantwoordelijk voor toegang tot gezondheidszorg, huisvesting, openbaar vervoer en nutsbedrijven, echter private initiatieven op die terreinen zijn wenselijk en nuttig.
14. GroenLinks zoekt samenwerking met mensen en organisaties. 
Grote wereld:
15. Wereldvrede nastreven, mensenrechten behartigen. Geen wapenproductie in Nederland. Nederland steunt internationale militaire interventies alleen samen met de Verenigde Naties en als startpunt van verzoening.
16. Een wereldwijde (democratische) bestuurlijke samenwerking van landen, voor problemen zoals voedsel, migratie, ecologie, liefst via de VN.
17. Europa zal een groene, sociale en democratische voortrekkersrol in de wereld spelen.

### Verkiezingsprogramma 2012

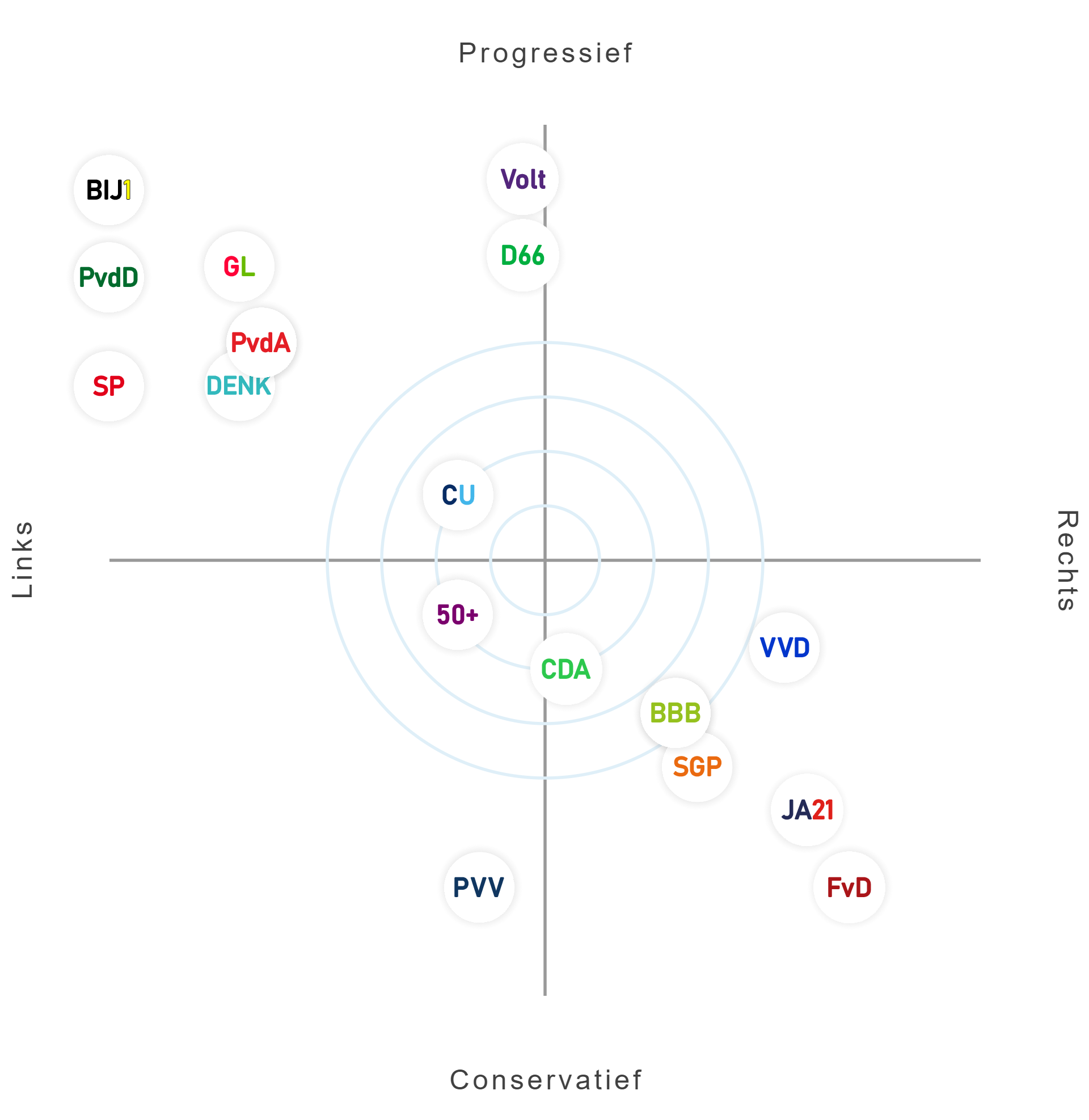
De plaats van GroenLinks in de Nederlandse politieke ruimte, tijdens de Tweede Kamerverkiezingen in 2021, volgens het Kieskompas.

Op het congres van 30 juni 2012 werd het verkiezingsprogramma voor de regeerperiode 2013-2017 vastgesteld met als titel Groene kansen voor Nederland.
In het programma staan drie waarden centraal: duurzaamheid van de economie, gelijke maatschappelijke kansen voor iedereen en culturele en religieuze diversiteit. Met een duurzame economie wordt een economie bedoeld die op de lange termijn houdbaar is in relatie tot het gebruik van de aarde. Met gelijke maatschappelijke kansen wordt bedoeld dat onderwijs, zorg, en voldoende werkgelegenheid aanwezig zijn. Met culturele en religieuze diversiteit wordt tolerantie van culturele en religieuze verschillen bedoeld, in het geloof dat van die verschillen een kracht uitgaat.

### Verkiezingsprogramma 2016
In het in 2016 vastgestelde programma "Tijd voor verandering", voor de regeerperiode 2017-2021, kiest GroenLinks "voor een groene economie waarin welzijn voorop staat en we de welvaart delen. Een samenleving waarin iedereen meedoet en elk kind de kansen krijgt die het verdient. (...) We pakken de ongelijkheid aan – de ongelijkheid in inkomen, in vermogen en in de kansen die mensen hebben. Het is tijd om te kiezen voor één samenleving, een samenleving die mensen verbindt in plaats van splijt. Waar iedereen deel van uitmaakt, op zijn of haar manier. GroenLinks wil dat mensen weer vertrouwen krijgen in elkaar en in de toekomst. (...)"

### Verkiezingsprogramma 2020
In het in 2020 vastgestelde  programma "Tijd voor nieuw realisme", voor de regeerperiode 2021-2025 wordt nadruk gelegd op krachtdadige aanpak van klimaat- en biodiversiteitsproblemen; het versterken van publieke voorzieningen en rechtsstaat; eerlijk delen en internationale (en Europese) verbondenheid.

### Ideologische en programmatische ontwikkeling
GroenLinks stelt onder meer de volgende doelen centraal:
- het beschermen van de aarde, het behoud van ecosystemen en een respectvolle omgang met dieren;
- ontspannen sociale verhoudingen met een rechtvaardige inkomensverdeling, waarbij iedereen de kans heeft om werk, zorgtaken, scholing en vrije tijd te combineren; en
- een pluriforme samenleving waarin iedereen in gelijke mate en in zo groot mogelijke vrijheid kan deelnemen.[128]

In de beginjaren probeerde GroenLinks een compromis te sluiten tussen het liberale economische denken dat in de PPR een belangrijke rol had gespeeld en het socialistische denken van de PSP en de CPN.
Na de oprichting van GroenLinks bleven er dus belangrijke ideologische verschillen te overbruggen. Het eerste beginselprogramma zag het licht daarom pas in december 1991. De partij verwoordde daarin vier idealen: democratie, respect voor natuur en milieu, sociale rechtvaardigheid en internationale solidariteit. Deze idealen kwamen als thema's terug in de verkiezingsprogramma's:
- Democratie: Burgers zouden via referendum, volksinitiatief en verkiezing van burgemeesters en commissarissen van de Koning — en liefst ook van het staatshoofd[129] — meer invloed op het bestuur moeten krijgen.
- Respect voor natuur en milieu: De overheid zou de markt moeten bijsturen, vooral door de belastingdruk voor een belangrijk deel te verschuiven van arbeid naar het gebruik van energie en grondstoffen en de vervuiling van het milieu.
- Sociale rechtvaardigheid: GroenLinks ijverde voor herverdeling van inkomens en macht, ook binnen bedrijven. Marktmechanismen zouden daarnaast ondergeschikt moeten zijn aan globale planning.
- Internationale solidariteit: GroenLinks pleitte niet alleen voor meer ontwikkelingshulp, maar ook voor een liberaler immigratiebeleid en een federaal Europa.

In de loop van de jaren 90 groeiden de voormalige leden van de PPR, PSP, CPN en EVP naar elkaar. In de verkiezingsprogramma's verschoof de nadruk op socialisatie en planning geleidelijk naar markteconomie. Ook vervaagde het pacifisme in de loop der tijd. In 1991 wilde de partij zich inzetten voor ontbinding van de NAVO, maar het lidmaatschap daarvan leek na 2002 nauwelijks nog een punt van discussie.
In 2008 zag een nieuw beginselprogramma het licht. Ecologische duurzaamheid, sociale rechtvaardigheid, internationale solidariteit en democratie bleven de belangrijkste idealen. GroenLinks stelde het welzijn van mens en milieu en de respectvolle omgang met dieren boven economische groei. Ook kregen openheid, emancipatie en individualisering meer aandacht. Van economische planning was geen sprake meer; concurrentie en private initiatieven waren wenselijk om de publieke sector kostenbewust en klantgericht te laten werken. De multiculturele samenleving werd niet genoemd, maar wel een pluriforme, solidaire samenleving.
Het verkiezingsprogramma 2010 week niet veel af van dat van 2006. Het referendum was echter geschrapt.
In het najaar van 2019 maakte GroenLinks bekend dat ze bij de Financiële Beschouwingen de begrotingen van het kabinet niet wil wegstemmen, maar aanpassen. De partij wil in plaats van negatieve scorebord politiek een constructieve oppositie voeren.

### Stemadviezen
Volgens Natuurmonumenten was GroenLinks in de periode 2006-2010 de partij die qua stemgedrag het meest opkwam voor natuur en landschap. Voor de parlementsverkiezingen van 2010 zette Greenpeace GroenLinks op de eerste plaats van de 'groene ranglijst'. Door Bits of Freedom werd in 2010 gesteld dat GroenLinks digitale vrijheid belangrijk vond. Zij kreeg het eindoordeel 'vrij'.
De Nicolaas G. Pierson Foundation, het wetenschappelijk bureau van de Partij voor de Dieren, gaf geen stemadvies, maar volgens haar analyse van het stemgedrag in de Tweede Kamer is GroenLinks, na de Partij voor de Dieren, de meest diervriendelijke partij.

## Volksvertegenwoordiging

### Electoraat
De kiezers van GroenLinks hebben een excentrische positie waar het gaat om beleidsvoorkeuren. Zij plaatsen zichzelf in de periode 1989-2003 consequent aan de uiterste linkerzijde van het politieke spectrum. Het electoraat van GroenLinks was in dit opzicht het meest linkse electoraat van Nederland, vaak net gevolgd door de kiezers van de SP. Zij toonden zich in kiezersonderzoek voorstanders van veel kleinere inkomensverschillen, van vrije keuze voor euthanasie voor mensen die uitzichtloos en ondraaglijk lijden, van het toelaten van meer asielzoekers, van de multiculturele samenleving en de grootste tegenstanders van het bouwen van kerncentrales.
Het electoraat van GroenLinks is in de periode 1989-2003 geconcentreerd in grote steden, met name in de Randstad. Meer vrouwen dan mannen stemmen GroenLinks, volgens onderzoek van TNS NIPO is de verhouding 11:4. GroenLinks scoort goed onder de babyboomgeneratie, diegenen die in de jaren zestig jong waren.

### Tweede Kamer
Aantal zetels van GroenLinks in de Tweede Kamer sinds 1956. De aantallen tussen 1956 en 1989 zijn de som van de aantallen van PPR, PSP, CPN en EVP.
| Verkiezingsjaar | Lijsttrekker            | Kandidatenlijst | Aantal stemmen | % van de stemmers | Aantal behaalde zetels | Opmerking                                    |
| --------------- | ----------------------- | --------------- | -------------- | ----------------- | ---------------------- | -------------------------------------------- |
| 1989            | Ria Beckers (PPR)       | Kandidatenlijst | 362.304        | 4,07%             | 6 / 150                | Gezamenlijke lijst van PPR, PSP, CPN en EVP. |
| 1994            | Ina Brouwer             | Kandidatenlijst | 311.399        | 3,47%             | 5 / 150                |                                              |
| 1998            | Paul Rosenmöller        | Kandidatenlijst | 625.968        | 7,27%             | 11 / 150               |                                              |
| 2002            | Paul Rosenmöller        | Kandidatenlijst | 660.692        | 6,95%             | 10 / 150               |                                              |
| 2003            | Femke Halsema           | Kandidatenlijst | 495.802        | 5,14%             | 8 / 150                |                                              |
| 2006            | Femke Halsema           | Kandidatenlijst | 453.054        | 4,60%             | 7 / 150                |                                              |
| 2010            | Femke Halsema           | Kandidatenlijst | 628.096        | 6,67%             | 10 / 150               |                                              |
| 2012            | Jolande Sap             | Kandidatenlijst | 219.896        | 2,33%             | 4 / 150                |                                              |
| 2017            | Jesse Klaver            | Kandidatenlijst | 959.600        | 9,13%             | 14 / 150               |                                              |
| 2021            | Jesse Klaver            | Kandidatenlijst | 537.308        | 5,16%             | 8 / 150                |                                              |
| 2023            | Frans Timmermans (PvdA) | Kandidatenlijst | 1.643.073      | 15,75%            | 25 / 150               | Gezamenlijke lijst van GroenLinks en PvdA.   |

Sinds 27 oktober 2023 zit GroenLinks in een gezamenlijke Tweede Kamerfractie met de Partij van de Arbeid. GroenLinks heeft sinds haar oprichting nooit deel uitgemaakt van enig kabinet.

### Eerste Kamer
| Verkiezingsjaar | Aantal stemmen | % van de stemmen | Aantal behaalde zetels |
| --------------- | -------------- | ---------------- | ---------------------- |
| 1991            | -              | -                | 4 / 75                 |
| 1995            | -              | -                | 4 / 75                 |
| 1999            | 16.256         | 10,32%           | 8 / 75                 |
| 2003            | 10.866         | 6,7%             | 5 / 75                 |
| 2007            | 9.074          | 5,56%            | 4 / 75                 |
| 2011            | 10.757         | 6,48%            | 5 / 75                 |
| 2015            | 9.520          | 5,63%            | 4 / 75                 |
| 2019            | 19.363         | 11,18%           | 8 / 75                 |
| 2023            | 17.313         | 9,67%            | 7 / 75                 |

Sinds de Eerste Kamerverkiezingen van 2023 zit GroenLinks in een gezamenlijke Eerste Kamerfractie met de Partij van de Arbeid.

### Europees Parlement
| Verkiezingsjaar | Lijsttrekker         | Kandidatenlijst | Aantal stemmen | % van de stemmers | Aantal behaalde zetels | Opmerking                                  |
| --------------- | -------------------- | --------------- | -------------- | ----------------- | ---------------------- | ------------------------------------------ |
| 1994            | Nel van Dijk         | Kandidatenlijst | 154.547        | 3,74%             | 1 / 31                 |                                            |
| 1999            | Joost Lagendijk      | Kandidatenlijst | 419.869        | 11,85%            | 4 / 31                 |                                            |
| 2004            | Kathalijne Buitenweg | Kandidatenlijst | 352.201        | 7,39%             | 2 / 27                 |                                            |
| 2009            | Judith Sargentini    | Kandidatenlijst | 404.020        | 8,87%             | 3 / 25 - 3 / 26        |                                            |
| 2014            | Bas Eickhout         | Kandidatenlijst | 331.594        | 6,98%             | 2 / 26                 |                                            |
| 2019            | Bas Eickhout         | Kandidatenlijst | 599.283        | 10,90%            | 3 / 26 - 3 / 29        |                                            |
| 2024            | Bas Eickhout         | Kandidatenlijst | 1.314.428      | 21,09%            | 8 / 31                 | Gezamenlijke lijst van GroenLinks en PvdA. |

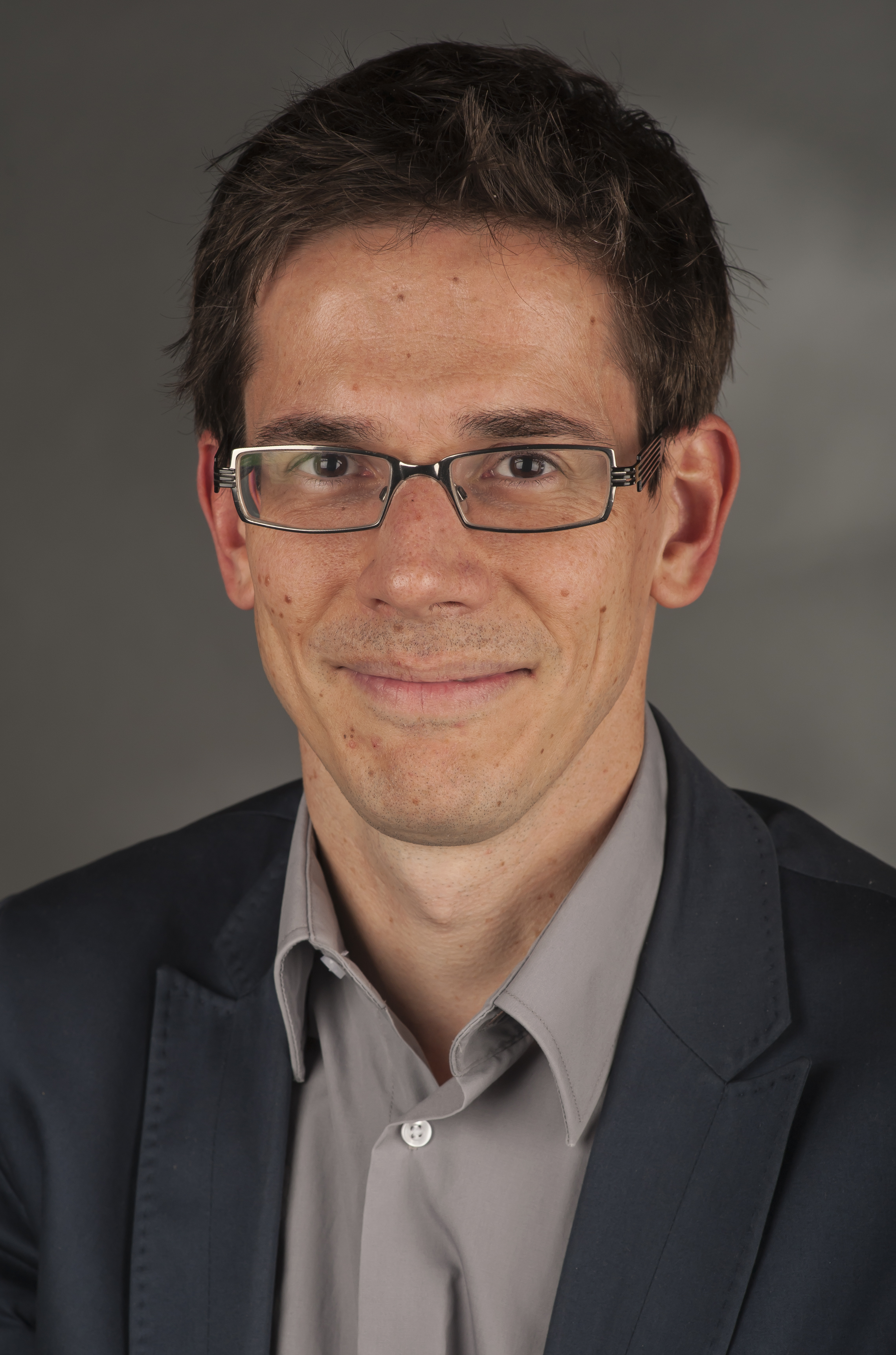
Bas Eickhout, fractievoorzitter in het Europees Parlement

In het Europees Parlement maakt de GroenLinks-delegatie deel uit van de fractie van de De Groenen/Vrije Europese Alliantie. In 1984 en 1989 deden voorgangers van GroenLinks ook samen mee aan de Europese verkiezingen: in 1984 deden CPN, PPR, PSP en de Groene Partij Nederland gezamenlijk mee als het Groen Progressief Akkoord, in 1989 deden CPN, PPR, PSP en EVP gezamenlijk mee als de Regenboog.

### Provincies
| Provincie     | Zetels 1991 | Zetels 1995 | Zetels 1999 | Zetels 2003 | Zetels 2007 | Zetels 2011 | Zetels 2015 | Zetels 2019 | Zetels 2023                 |
| ------------- | ----------- | ----------- | ----------- | ----------- | ----------- | ----------- | ----------- | ----------- | --------------------------- |
| Groningen     | 4 van 55    | 3 van 55    | 6 van 55    | 5 van 55    | 3 van 43    | 3 van 43    | 3 van 43    | 6 van 43    | 5 van 43                    |
| Friesland*    | 2 van 55    | 2 van 55    | 5 van 55    | 3 van 55    | 2 van 43    | 2 van 43    | 1 van 43    | 3 van 43    | 3 van 43                    |
| Drenthe       | 2 van 51    | 2 van 51    | 5 van 51    | 4 van 51    | 2 van 41    | 2 van 41    | 2 van 41    | 4 van 41    | 2 van 43                    |
| Overijssel    | 2 van 63    | 2 van 63    | 5 van 63    | 3 van 63    | 2 van 47    | 2 van 47    | 2 van 47    | 5 van 47    | 4 van 47                    |
| Flevoland     | 2 van 43    | 2 van 43    | 5 van 47    | 3 van 47    | 2 van 39    | 2 van 39    | 2 van 41    | 4 van 41    | 3 van 41                    |
| Gelderland    | 3 van 75    | 3 van 75    | 7 van 75    | 5 van 75    | 3 van 53    | 4 van 55    | 3 van 55    | 6 van 55    | 5 van 55                    |
| Utrecht       | 4 van 63    | 5 van 63    | 8 van 63    | 6 van 63    | 4 van 47    | 4 van 47    | 4 van 49    | 8 van 49    | 7 van 49                    |
| Noord-Holland | 6 van 79    | 6 van 79    | 12 van 79   | 8 van 83    | 5 van 55    | 5 van 55    | 4 van 55    | 9 van 55    | 7 van 55                    |
| Zuid-Holland  | 4 van 83    | 4 van 83    | 8 van 83    | 5 van 83    | 3 van 55    | 3 van 55    | 3 van 55    | 5 van 55    | 6 van 55                    |
| Zeeland       | 1 van 47    | 1 van 47    | 4 van 47    | 2 van 47    | 2 van 39    | 1 van 39    | 1 van 39    | 2 van 39    | 6 van 39 (i.s.m. PvdA)      |
| Noord-Brabant | 3 van 79    | 3 van 79    | 7 van 79    | 4 van 79    | 2 van 55    | 3 van 55    | 3 van 55    | 5 van 55    | 5 van 55                    |
| Limburg       | 3 van 63    | 3 van 63    | 5 van 63    | 3 van 63    | 2 van 47    | 3 van 47    | 2 van 47    | 4 van 47    | 4 van 47                    |
| Nederland     | 36 van 756  | 36 van 756  | 77 van 760  | 51 van 764  | 32 van 564  | 34 van 566  | 30 van 570  | 61 van 570  | 51 van 572 (57 i.s.m. PvdA) |

*In Friesland hanteert de partij de Friestalige naam GrienLinks.

#### Gedeputeerden
- Groningen - 1 van de 6
- Friesland - geen
- Drenthe - geen
- Overijssel - 1 van de 6
- Flevoland - geen
- Gelderland - geen
- Utrecht - 1 van de 5
- Noord-Holland - 1 van de 4
- Zuid-Holland - 1 van de 7
- Zeeland - geen
- Noord-Brabant - 1 van de 7
- Limburg - geen

### Gemeenteraden
GroenLinks heeft bij de gemeenteraadsverkiezingen van 2022 522 gemeenteraadsleden verworven. De partij werd in de volgende gemeentes de grootste:
- Arnhem 15,1%
- De Bilt 21,9%
- Eindhoven 18,2%
- Diemen 21%
- Groningen 17,5%
- Helmond 14,3%
- Leiden 22,8%
- Nieuwegein 17,3%
- Nijmegen 20,4%
- Rheden 16,7%
- Tilburg 20,8%
- Utrecht 18,3%
- Wageningen 27,4%
- Zeist 20,7%
- Zutphen 16,4%

In veel kleine gemeenten werkt GroenLinks samen met de PvdA en/of D66. De partijen komen dan bij gemeenteraadsverkiezingen met een gezamenlijke lijst uit.
Negen burgemeesters in de 351 gemeenten zijn van GroenLinks. Dit zijn vooral burgemeesters van kleinere plaatsen.

### Waterschappen
De waterschapsverkiezingen van november 2008 vonden voor het eerst plaats met een lijstenstelsel in plaats van het personenstelsel. GroenLinks steunt sindsdien in alle waterschappen Water Natuurlijk.